# Jagdhund

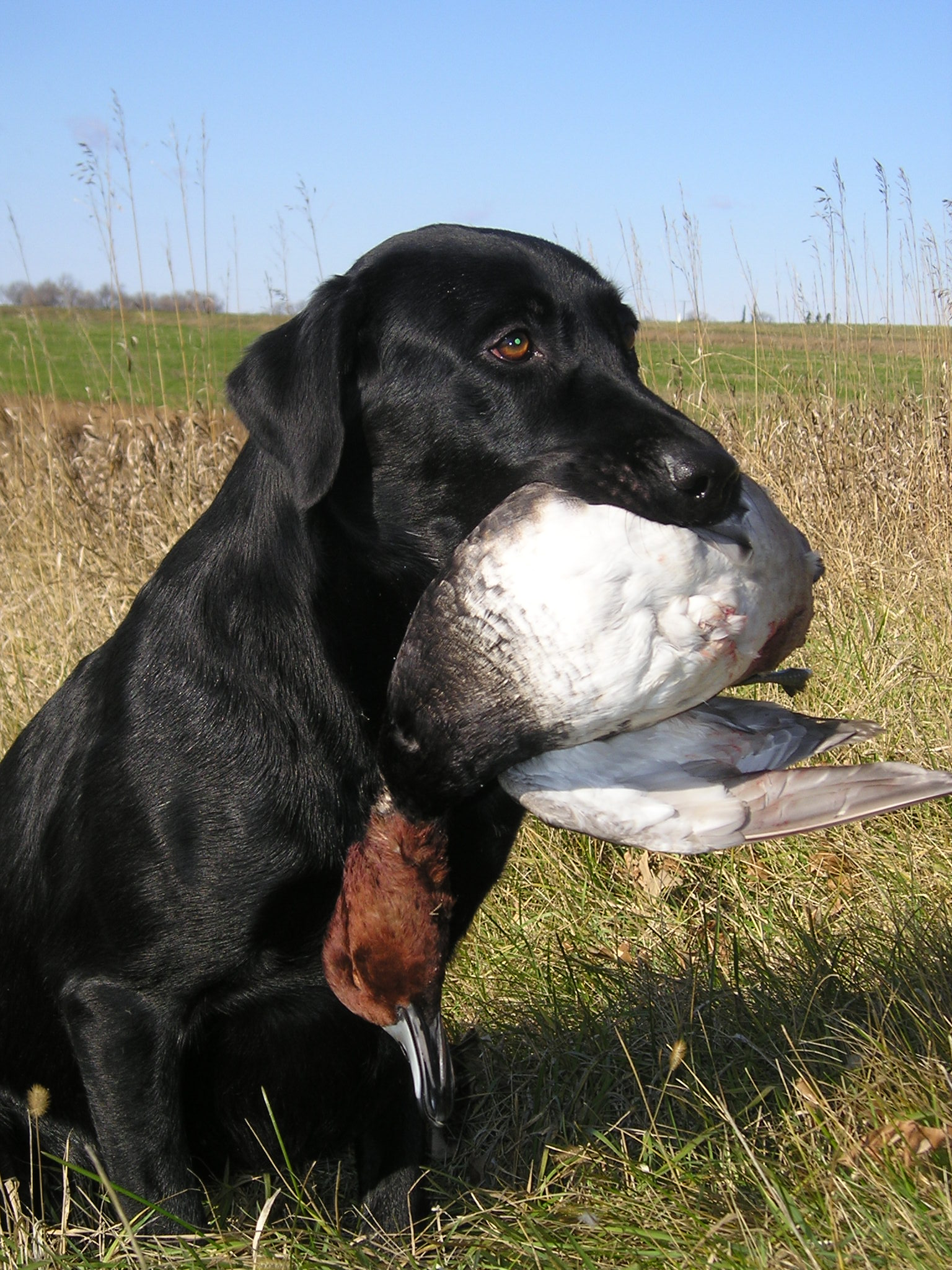
Labrador Retriever mit apportierter Tafelente

Ein Jagdhund hilft dem Jäger bei der Jagd. Unter dem Begriff „Jagdhund“ wird eine Gruppe von Hunderassen zusammengefasst, die in den unterschiedlichen jagdlichen Einsatzgebieten Verwendung finden. Die modernen Jagdhunde werden in Stöberhunde, Vorstehhunde, Apportierhunde, Schweißhunde, Erdhunde und jagende Hunde eingeteilt, wobei einige Rassen auf vielfältige Fähigkeiten hin gezüchtet wurden und für den vielseitigen Jagdbetrieb (Feld-, Wald- und Wasserarbeit) eingesetzt werden. Historisch gesehen bezog sich die Bezeichnung Jagdhund ausschließlich auf die jagenden Hunde (Bracken).
Jagdlich geführte Hunde bezeichnet man auch als Jagdgebrauchshunde. Bei der Arbeit „nach dem Schuss“ ist der Hund für den Jäger manchmal unverzichtbar. Das Führen eines Jagdhundes gilt daher als Voraussetzung für die waidgerechte Jagd. In den Jagdgesetzen der deutschen Länder wird der Einsatz von Jagdhunden verschiedentlich vorgeschrieben. So muss in Niedersachsen der Jagdausübungsberechtigte einen für den Jagdbezirk brauchbaren, geprüften Jagdhund zur Verfügung haben.

## Der moderne Jagdgebrauchshund

### Systematik der Jagdhundrassen
Die im heutigen Jagdwesen übliche Einteilung der Jagdhunde ist historisch bedingt und erfolgt funktional nach deren ursprünglichen Einsatzgebieten. Demzufolge werden die Jagdgebrauchshunde in Stöberhunde, Vorstehhunde, Schweißhunde, Erdhunde, Jagende Hunde (Bracken und Meutehunde) sowie Apportierhunde unterschieden.
Alte Bezeichnungen lassen ebenfalls eine jagdliche Spezialisierung erkennen, die nicht zwangsläufig rassebedingt ist. Beispiele dafür sind die Wildboden-, Wasser- und Vogelhunde. Bei einigen Rassen kann bereits aus dem Namen auf ihre ursprüngliche Zielwildart geschlossen werden, beispielsweise beim Dachshund, Foxhound und dem Harrier (engl. hare „Feldhase“). Neben dem jagdlichen Verwendungszweck stellen Ursprungsland und Haarvarietät (rauhaarig, langhaarig, kurzhaarig) weitere Einteilungskriterien dar.

### Der Jagdgebrauchshund in Deutschland
Im Bewusstsein der heutigen Jägerschaft nimmt der ethische Grundgedanke des waid- und tierschutzgerechten Jagens einen hohen Stellenwert ein. Der Hund gilt als unentbehrlicher Helfer bei der Suche nach angeschossenem oder verunfalltem Wild („Nachsuche“). Von vielen Jägern vertreten, spiegelt sich das Motto „Jagd ohne Hund ist Schund“ in folgenden Zeilen von Alexander Schmook wider:
Wer will zu den Jägern zählen,

läßt kein Wild zu Tod sich quälen,

jagt allein nicht durch die Weite,

führt den guten Hund zur Seite!
Die immer selbstverständlicher werdende Einstellung der Jäger, sich zur Führung eines guten Jagdhundes zu verpflichten, fand schließlich eine gesetzliche Verankerung. Jagdformen wie die Treib-, Such- und Drückjagd sowie Nachsuchen dürfen nur noch mit „brauchbaren“, geprüften Hunden durchgeführt werden. Als Dachvereinigung für das deutsche Jagdgebrauchshundwesen trägt dabei der Jagdgebrauchshundverband (JGHV) durch die Organisation von Prüfung, Zucht und Ausbildungstätigkeit maßgeblich zur Versorgung der Jägerschaft mit brauchbaren Jagdhunden bei. Die Regelungen zur Brauchbarkeitsprüfung von Jagdhunden unterscheiden sich in den einzelnen Bundesländern voneinander, auch welche Hunde zu Prüfungen zugelassen werden und wer die Prüfungen abnehmen darf, ist nicht einheitlich geregelt. Zum Schutz der Jagdhunde werden Hundeschutzwesten eingesetzt.
Zu den Prüfungen der Zuchtvereine werden nur reinrassige Hunde mit Ahnentafel zugelassen. In den Anlagenprüfungen – der Jugendsuche (VJP) und der Herbstzuchtprüfung (HZP) – werden die natürlichen Anlagen des Hundes sowie der Zuchtwert der Elterntiere ermittelt. Die jagdlichen Grundeigenschaften des Junghundes sollen aufgrund behutsamer „Einarbeitung“ bereits entwickelt, durch den Einfluss des Hundeführers jedoch noch nicht überdeckt sein. Neben der Verband-Gebrauchsprüfung (VGP) als „Meisterprüfung“ existiert eine Reihe von Sonderprüfungen für Spezialrassen oder besondere jagdliche Einsatzbereiche (z. B. die Verbandsschweißprüfung).
Bei der Anerkennung einer Jagdhundrasse werden durch den JGHV strenge Maßstäbe an die jagdliche Verwendbarkeit und Vielseitigkeit angelegt.

### Jagdliche Einsatzbereiche

#### Wald

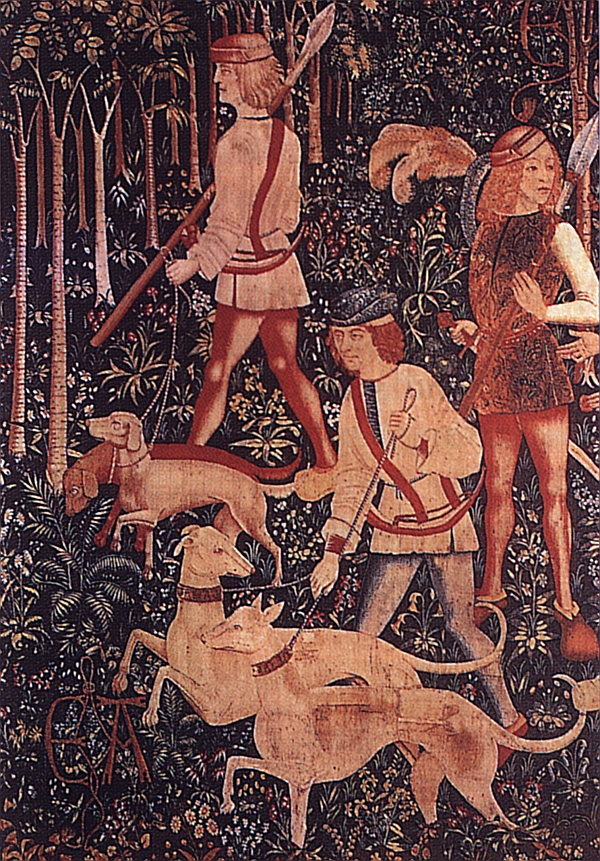
Bracken und Windhunde im Wald, französischer Gobelin (15. Jahrhundert)

Während der Jäger auf dem Hochsitz ist, soll der Jagdhund unten abgelegt werden können und sich dauerhaft ruhig verhalten, um für eine eventuell erforderliche Nachsuche zur Verfügung zu stehen.
Die klassische Ansitzjagd und Pirsch des Einzeljägers wird durch Bewegungsjagden ergänzt (Gesellschaftsjagd). Dazu gehören die Treibjagd und die Beunruhigungsjagd (Stöberjagd, Drückjagd). Auf der Treibjagd wird das Wild durch die Treiber und Hunde hochflüchtig gemacht. Bei den Beunruhigungsjagden wird das Wild durch Hunde und eventuelle Treiber „bewegt“, d. h. dazu gebracht, seine Ruhe- und Rückzugsräume (Einstände) und Dickungen zu verlassen. Für diese Jagdarten verwendet man stöbernde Hunde.
Das Stöbern gehört zur Arbeit des Jagdhundes vor dem Schuss. Er sucht selbständig nach dem Wild und verfolgt es dann spur- bzw. fährtenlaut. In Entsprechung zum kooperativen Jagdverhalten der Wölfe, die wenn sie als Rudel jagen, einander ein ausgewähltes Beutetier zutreiben, treibt der Hund ein beim Stöbern aufgespürtes Stück Wild häufig so, dass es vor den Jäger gerät. Beim Stöbern werden zwei Varianten unterschieden. Der Hundeführer schickt den „Stöberhund“ von einem festen Standort aus los, der Hund durchsucht selbständig die Einstände und das Unterholz. Alternativ bewegt sich der Führer erst mit dem angeleinten Hund auf der zu bejagenden Fläche, lässt dann den Hund von der Leine („schnallt“ ihn), nimmt ihm die Halsung ab und schickt ihn in bestimmte Einstände. Die Eignung der Rassen für das Stöbern im Wald variiert abhängig von der Zielwildart. Für Rehwild werden kleine und langsam jagende, dafür sicher fährtenlaute und an der Spur „klebende“ Rassen bevorzugt, während für Schwarzwild laut jagende, wildscharfe und mutige Hunde eingesetzt werden (Deutscher Jagdterrier, Wachtel, Teckel, Bracken). Die schnellen und nur über kurze Entfernung jagenden kontinentalen Vorstehhunde eignen sich eher nicht für die Drückjagd.
Beim Brackieren handelt es sich um die traditionelle Art, Hasen und Füchse mit Hilfe von Bracken zu jagen. Diese finden das Wild frei suchend auf seiner Spur, scheuchen es auf („stechen“) und jagen es so lange, bis das standorttreue Wild wieder zu Sasse oder Bau zurückkehrt, wo es vom ortskundigen Jäger bereits erwartet wird. Obwohl die in Nordrhein-Westfalen noch lange beliebte „Brackade“ einigen Brackenrassen das Überleben sicherte, wird sie heute nur noch in Skandinavien und Südtirol ausgeübt.
Beim Buschieren durchsucht der Jagdhund Büsche und Unterholz auf der Jagd nach Federwild und Hasen. Er arbeitet dabei „unter der Flinte“ und folglich im direkten Wirkungsbereich des Jägers. Im Gegensatz zum Stöbern finden hier Rassen Verwendung, die nur „kurz“ und nicht spurlaut jagen (z. B. die Vorstehhunde).

#### Offenes Feld

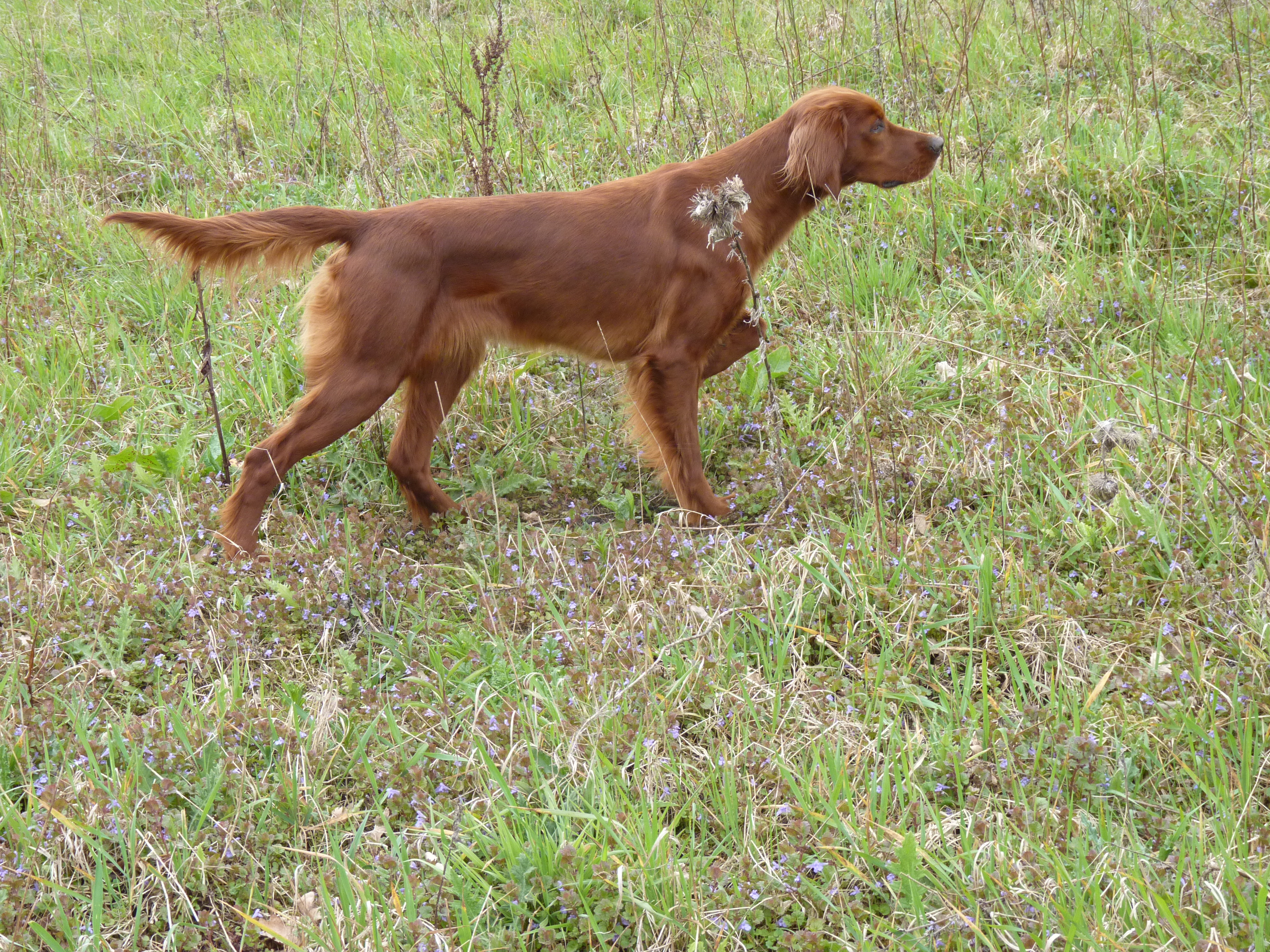
Irischer Setter beim Vorstehen

Als Suche wird der Einsatz von Vorstehhunden auf dem Feld bezeichnet. Diese suchen vor dem Schützen weiträumig und systematisch Feldflächen (Rübenäcker, Stoppelfelder) mit hoher Nase nach Niederwild ab. Der Hund soll dabei nicht auf Sicht suchen, sondern ausschließlich seinem Geruchssinn folgen. Nach erfolgreicher Suche steht der Hund so vor, dass der Jäger sich nach dem sog. Ansprechen entscheiden kann, ob er das aufgespürte Stück Wild schießen möchte. Der Hund verhält sich durch das Vorstehen so, dass das Wild nicht flüchtig wird. Da es als nicht waidgerecht gilt, auf sitzendes Wild zu schießen, kann der Jäger nun, indem er sich vorsichtig nähert, das Wild selbst „hochmachen“ und sodann einen Schuss abgeben. Dabei muss der Hund sich weiterhin ruhig verhalten. Er darf erst auf das Kommando des Jägers hin zu dem erlegten Stück Wild hinlaufen, um es zu apportieren.
Beim Vorstehen handelt es sich um eine Art Beutegreifhemmung bei Annäherung an das Wild. Diese ist genetisch verankert und wird auch bei Wildcaniden und Feliden beobachtet. Der Hund „erstarrt in der Bewegung“ und verharrt angespannt, sobald er mit der Nase die Witterung des Niederwilds in der Deckung erfasst hat. Das Vorstehen kann durch Anheben eines Vorderlaufes, angespannte Körperhaltung oder durch Zeigen mit der Nase in Richtung des Wildes (daher die Bezeichnung „Pointer“ von engl. to point „zeigen“) ausgedrückt werden. Eine besondere Variante des Vorstehens ist das „Vorliegen“ der Setter-Rassen (engl. ursprünglich setting dogs „sitzende Hunde“). Der Vorstehhund
darf dem Wild auf ein Handzeichen des Jägers hin vorsichtig näher kommen, bleibt dann aber wieder stehen bzw. legt sich wieder hin. Bewegt sich das Beutetier vom vorstehenden Hund weg, folgt er ihm langsam und vorsichtig in angespannter Körperhaltung („zieht nach“), ohne es hoch zu machen. Diese Form der Kooperation mit dem Jäger ist das Ergebnis des Zusammenwirkens des durch Zuchtauslese hochgradig verstärkten Instinktverhaltens vor dem Beutesprung und sorgsam anerzogener Disziplin.
Als Allrounder für die Feldarbeit gelten die kontinentalen Vorstehrassen Deutsch Lang-, Kurz-, Draht- und Stichelhaar, Kleiner und Großer Münsterländer, Weimaraner, Pudelpointer, Griffon, Magyar Vizsla und Epagneul Breton. Sie verkörpern das Ideal des „Vollgebrauchshundes“, das die beiden Jagdkynologen Sigismund Freiherr von Zedlitz und Neukirch und Carl Rehfus Ende des 19. Jahrhunderts propagierten. Spezialisten für Suche und Vorstehen sind die Pointer sowie die englischen Setter-Rassen, sie weisen jedoch Schwächen in der Nachsuche auf.

#### Wasser
Einsatzgebiete für die Wasserjagd sind Gewässer mit ausgeprägten Schilfgürteln, wie Teiche, Altarme von Flüssen und Binnenseen. In Abhängigkeit von der Tradition und geographischen Gegebenheiten unterscheiden sich die Jagdformen auf Wasserwild. Die Aufgaben des Jagdhundes gliedern sich in die Arbeit vor und nach dem Schuss. Zu Ersterer gehört das selbständige Abstöbern deckungsreicher Gewässer sowie das Finden und Aufscheuchen der Vögel. Dazu müssen zum Teil große Entfernungen schwimmend zurückgelegt werden. Nach dem Schuss wird das Wild aus tiefem Wasser oder gegebenenfalls aus der Uferregion apportiert und „angelandet“. Bei flugunfähig geschossenen Enten muss zuvor die Schwimmspur der Tiere im Wasser verfolgt werden, um das Wild wieder aufzustöbern. Auch für die Wasserarbeit muss vorher die Halsung abgenommen werden.
Außer den in der Feldarbeit eingesetzten kontinentalen Vorstehhunden eignen sich die alten Stöberrassen Cocker Spaniel, Springer Spaniel und der Wachtelhund für diese Aufgabe. Zu den wasserfreudigen Apportierspezialisten gehören die Retriever.
Kurzhaarige Hunde sind nach der Wasserarbeit schneller wieder trocken.

#### Apportieren
Beim Apportieren (von lat. apportare „herantragen“) nimmt der Hund erlegtes Niederwild auf und trägt es zu seinem Führer. Für das Apportieren müssen dem Hund „Manieren“ beigebracht werden. Diese finden bei den Hundeprüfungen Beachtung. Der Hund darf dem Hundeführer das Stück Wild nicht vor die Füße legen. Er muss sich mit dem Wild im Fang auch ohne das Kommando „sitz“ vor dem Hundeführer hinsetzen, abwarten, dass der Hundeführer seine Hand unter den Fang hält, darf es auch dabei noch nicht fallen lassen, sondern darf den Fang erst auf das Kommando „aus“ hin öffnen. Er darf das Wild beim Aufnehmen, beim Tragen und beim Festhalten nicht mit den Zähnen beschädigen („knautschen“ oder „anschneiden“). Ein Jagdhund, der ein Tier beim Apportieren schüttelt, knautscht oder anschneidet wird bei einer Jagdgebrauchshundeprüfung disqualifiziert. Angeschossenes Federwild und kleinere Arten Haarwild sucht der Hund nach und bringt das Stück selbständig zum Jäger. Speziell für diese Aufgabe gezüchtet wurden die Retriever (engl. retrieve „zurückholen“). Meister im Apportieren sind die Rassen Golden Retriever, Labrador Retriever und Flat-coated Retriever.

#### Schweißarbeit

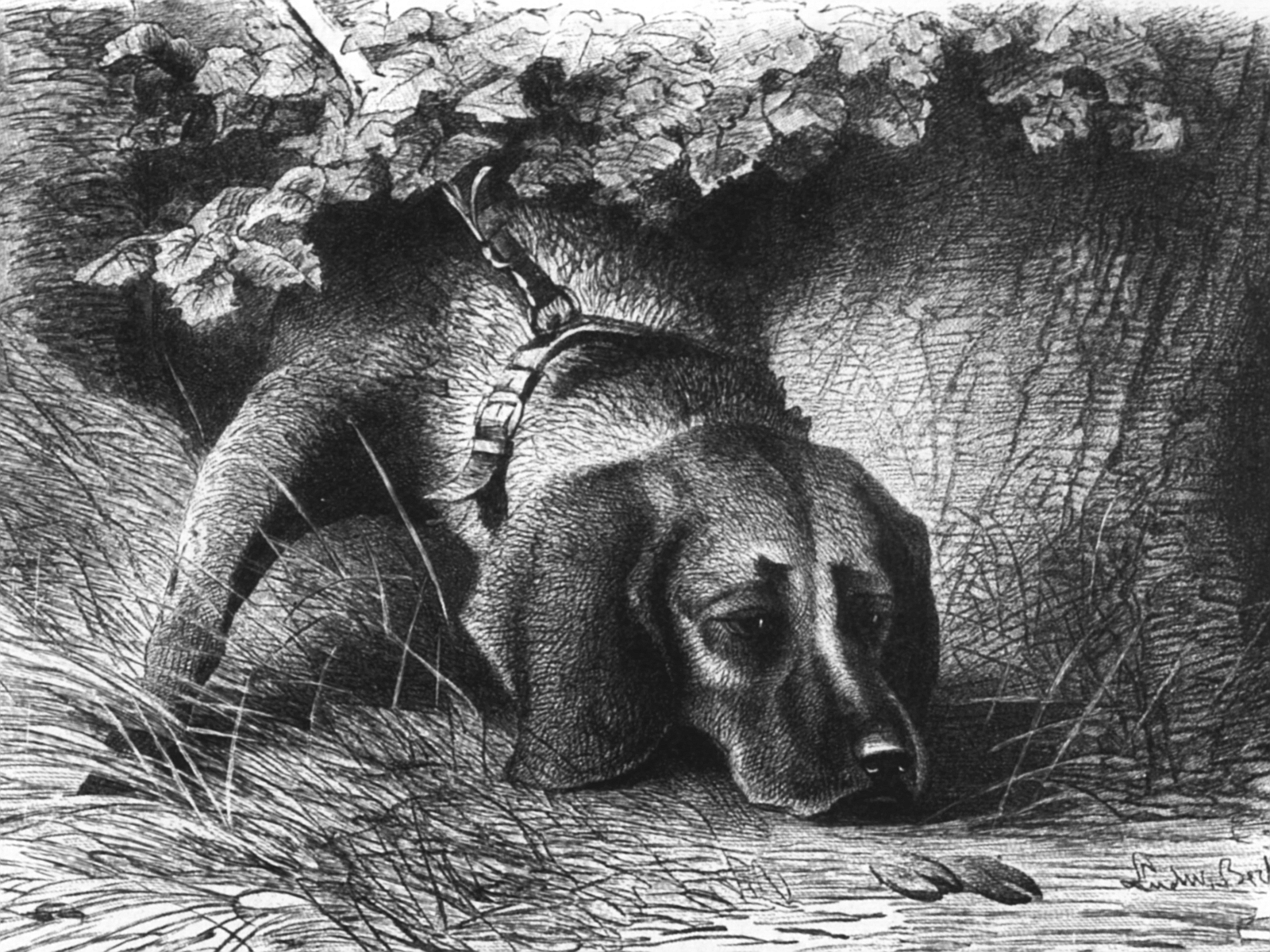
„Solo“, Leithundtyp des Schweißhundes der Sollinger Rasse, L. Beckmann (1894)

Unter der „Schweißarbeit“ versteht man die Nachsuche auf durch Schuss oder Unfall verletztes, blutendes („schweißendes“) Schalenwild (wildlebende Huftiere wie Hirscharten und Wildschweine). Der Einsatz eines brauchbaren Hundes ist aus Gründen des Tierschutzes hier vorgeschrieben. Gute Schweißarbeit wird in der deutschen Jägerschaft hoch geachtet. Traditionell wird sie am „Schweißriemen“ (mindestens 10 m langer Lederriemen) durchgeführt. Zu den Aufgaben des Hundes gehört das Ausarbeiten der Wundfährte, Finden des Wundbetts und „Stellen“ des Wildes. Der Hund zeigt dem Jäger das Auffinden des Wildes durch Bellen an oder er führt den Jäger durch hin- und herlaufen zwischen dem Stück Wild und dem Jäger zu dem Stück Wild hin („verweisen“). Totes Wild zeigt der Hund ebenfalls entweder durch „Totverbellen“ oder „Totverweisen“ an. Eine durch Dressur erlernte mögliche Variante ist das Bringselverweisen.
Da der Schweißhund im Laufe seiner aufwändigen Ausbildung möglichst regelmäßig Nachsuchen absolvieren soll, sind die Halter solcher Hunde oft in Schweißhundstationen organisiert.
Wenn durch menschliches Verschulden

ein Geschöpf geriet in Not

und ein qualvoll Leiden, Dulden,

einem wunden Wilde droht,

wenn des Geistes hohe Stufe

und des Menschen Kunst nicht reicht,

folgt der Hund dem bangen Rufe,

seine Nase schafft es leicht!
Schweißhunde im eigentlichen Sinne sind die Rassen Bayerischer Gebirgsschweißhund, Hannoverscher Schweißhund und die Alpenländische Dachsbracke (FCI Gruppe 6, Sektion 2). Auch Dackel, weitere Brackenrassen, Terrier und Stöberhunde können zur Schweißarbeit ausgebildet werden.

#### Unter der Erde

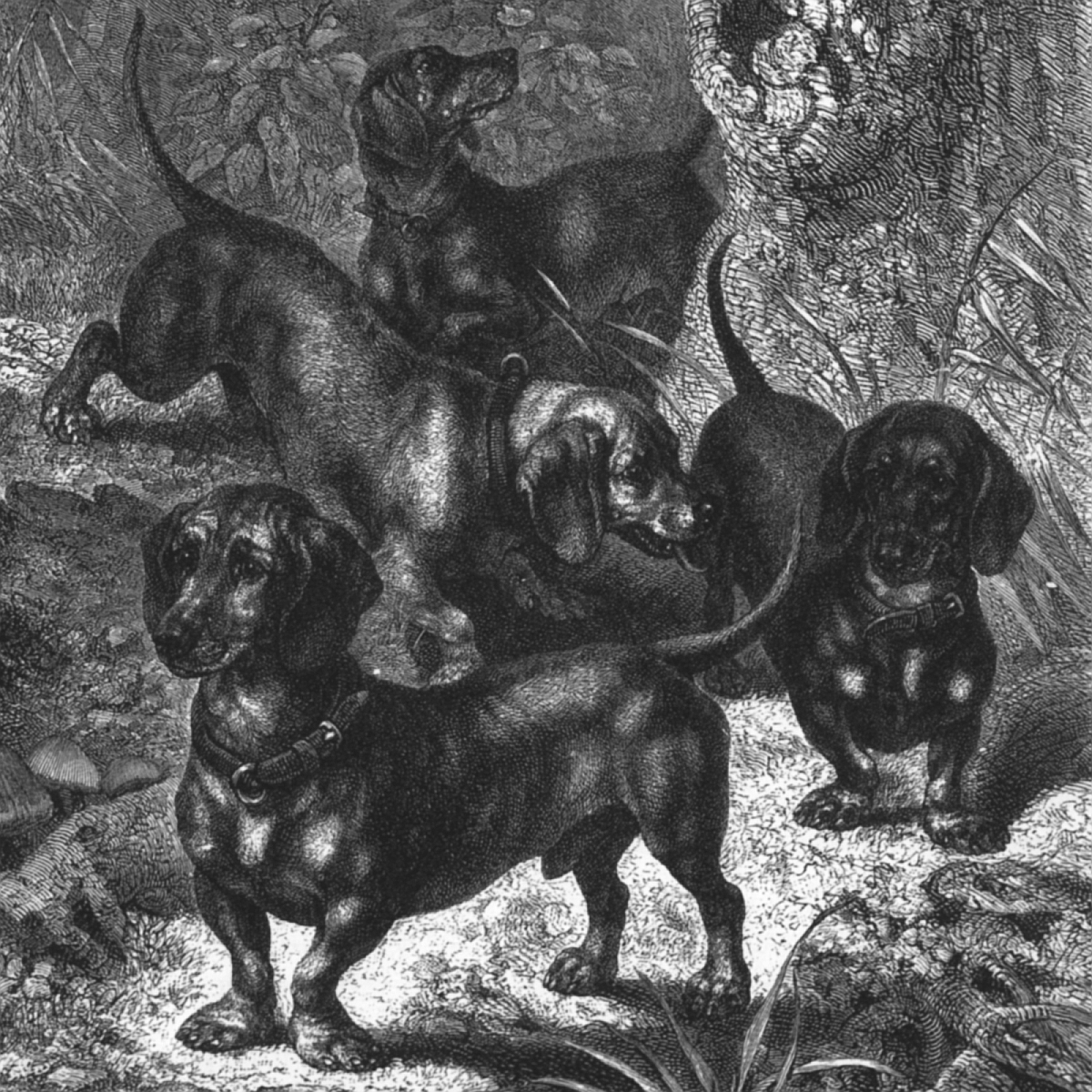
Dachshunde, gezeichnet von F. Specht (1772)

Für die Jagd unter der Erde eignen sich Deutsche Jagdterrier, Teckel, Jack Russell oder Parson Russell Terrier sowie Foxterrier aus jagdlicher Leistungszucht. Mit der Baujagd werden Fuchs, Dachs, Waschbären und Marderhunde bejagt. Der Bauhund „schlieft“ ein (schlüpft in den Bau), verfolgt die Spur des Wildes und zeigt durch Verbellen an, dass er es gefunden („gestellt“) hat. Ziel der Baujagd ist es, das Raubwild entweder aus dem Bau vor die Flinte der Jäger zu treiben („sprengen“) oder es lautgebend (Standlaut) zu stellen, bis die Jäger Hund und Wild ausgegraben haben. Um einen flüchtenden, eventuell bereits angeschossenen Fuchs zu fangen, wird manchmal noch ein großer Jagdhund (z. B. Deutscher Vorstehhund) mitgeführt. Die Baujagd ist sowohl unter weidgerechten Jäger umstritten, als auch von Tierschützern abgelehnt, weil Hunde und Wild Verletzungen davontragen können. 
2006 wurden in der Schweiz nur fünf bis zehn Prozent aller getöteten Füchse durch Baujagd erlegt. Einer der Gründe dafür ist die hohe Herausforderung an die Beteiligten, und dass nach den Jagdgesetzen nur geprüfte Bauhunde wie Teckel und Terrier dafür eingesetzt werden dürfen.

#### Hetz- und Meutejagd

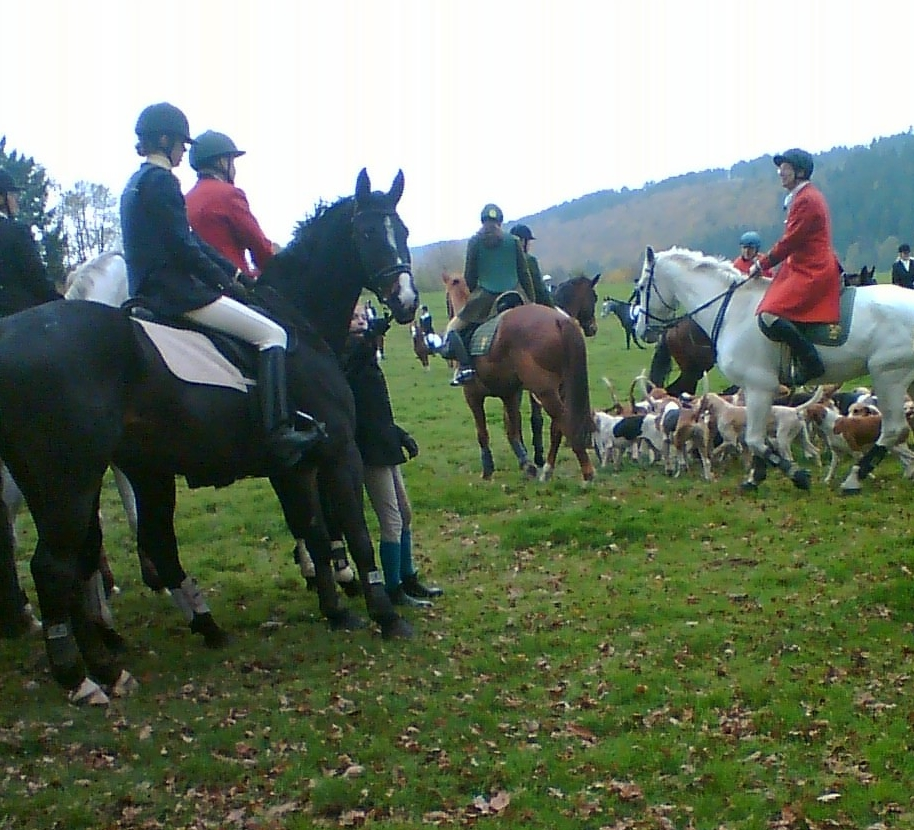
Hubertusjagd: Mit der in Dorfmark beheimateten Niedersachsen-Meute werden Schleppjagden veranstaltet.

Die Hetze und die Hatz auf Wild sind heute in Deutschland aus Gründen des Tierschutzes nach Bundesjagdgesetz §§ 19–22a verboten.
Die Kelten verwendeten Hundemeuten für die Jagd. Seit der frühen Neuzeit gab es die Parforcejagd mit Hundemeuten. Dafür wurden ursprünglich Wind- und Laufhunde gemischt eingesetzt. Eine Ausnahme davon war die Jagd auf Wildschweine, die einerseits mit Findern und andererseits mit kräftigen Saupackern durchgeführt wurde. In der späten Neuzeit entstanden vor allem in Großbritannien auf Fuchs (Foxhound) und Hase (Harrier, Beagle) spezialisierte Hetzhundrassen. Üblicherweise wurde das Wild am Ende von der Meute getötet und anschließend zerrissen. Diese Praxis wurde in Deutschland und England durch Schleppjagden ersetzt, bei denen kein lebendes Wild gejagt wird und bei der die Hunde am Ende der Jagd beim Curré eine große Menge mitgebrachten Rinderpansen zerreißen und fressen dürfen (genossen machen)
In einigen mediterranen Ländern (Spanien, Portugal) sowie in Irland, Russland und dem Westen der USA wird die Hasenhetze mit Windhunden (z. B. Galgo Español, Kritikos Ichnilatis) ausgeübt, die in manchen europäischen Ländern verboten ist. In England wurde die Fuchsjagd sowie die Hasenhetze durch das umstrittene Gesetz Hunting Act 2004 eingeschränkt.

### Anforderungen an den brauchbaren Jagdhund
„Der zur Jagd brauchbare Hund muss aufgrund seines Wesens sowie seiner Sinnesleistungen und seiner körperlichen Verfassung die ihm im Jagdbetrieb gestellten Aufgaben erfüllen. Die Fähigkeit zur sozialen Einordnung, Ruhe, Arbeitsfreude und Führigkeit sowie Härte beim Einsatz sollen sein Wesen kennzeichnen und Voraussetzung für den Nachweis der jagdlichen Brauchbarkeit sein. Die durch die Zuchtauslese geförderten Anlagen der Sinne und der körperlichen Merkmale – geprägt von Kraft und Ausdauer – müssen dem späteren Einsatz entsprechen. Dies wird für die jagdliche Brauchbarkeit vorausgesetzt. Es ist in die Verantwortung der Jägerschaft gegeben, die Auflagen des Gesetzgebers zu erfüllen und im Sinne des Tierschutzes nur mit geprüften Jagdhunden zu jagen, die diese Grundforderungen erfüllen.“

Bereits Xenophon beschrieb die Eigenschaften und Fehler von Hunden, die sich für die Jagd nicht eignen. Er machte dafür ihre „Natur“ und nicht etwa falsche Unterweisung verantwortlich und stellte zuletzt fest: „Es ist eine besondere Kunst, die richtigen Hunde auszuwählen und zu unterrichten.“ ()
Das Exterieur wird in den jeweiligen Rassestandards festgelegt. Für das Wesen und die jagdlichen Grundeigenschaften sind die jagdlichen Leistungszuchten verantwortlich. Das Exterieur (Konstitution, Farbe, Haarvariante) variiert je nach Jagdart, Zielwild und Jagdlandschaft. Traditionell sind die Hetz- und Meutehunde sowie die Abkömmlinge der alten Vogelhundrassen dreifarbig oder gescheckt, während die Hunde des solojagenden (Ansitz-)Jägers farblich dagegen kaum auffallen.
Alle Jagdgebrauchshunde sollen sich durch jagdliche Passion, mutiges Verhalten gegenüber dem Wild, eine dosierte Raubwildschärfe, Schussfestigkeit und Verträglichkeit mit Artgenossen auszeichnen.
- Zu den speziellen Anforderungen an den brauchbaren Stöberhund gehören neben selbständigem, freiem Jagen ein zuverlässig ertönender Spur- und Fährtenlaut, Orientierungssinn und Dornenfestigkeit.
- Der brauchbare Feldhund zeichnet sich durch ausgeprägten Such- und Finderwillen (Jagdtrieb) und durch eine von Ausdauer, Tempo und Planmäßigkeit gekennzeichnete Suche aus. Auf der Nachsuche zeigt er Spurwillen und Spursicherheit. Außer der Apportiereignung kennzeichnen ihn Gehorsam und Lenkbarkeit durch den Hundeführer.
- Neben ausgesprochener Wasser- und Apportierfreude benötigt der brauchbare Wasserhund Jagdpassion und Spurfreude, Ausdauer sowie eine geeignete körperliche Konstitution.
- Der brauchbare Schweißhund zeichnet sich durch ruhiges und ausgeglichenes Wesen aus. Er besitzt einen feinen Geruchssinn, jagt mit tiefer Nase fährtenlaut und hat ausgeprägten Fährtenwillen.
- Stabiles Wesen und Schliefenfreude kennzeichnen den brauchbaren Bauhund.

Beispiele für Untugenden und Fehler sind beim Vorstehhund das „Einspringen“ (mangelndes Durchstehen) und „Nachprellen“ (Hinterherlaufen). Ein schwerer Fehler ist anschließendes „Hetzen“. Eine Untugend ist „Überlaufen“ (vorbeilaufen am Wild bei der Suche). Ein Bauhund kann „überscharf“ (tötet das Wild im Bau) oder ein „Abstandsverbeller“ (bleibt zu weit vom Tier entfernt) sein. „Anschneider“ fressen das erlegte bzw. apportierte Stück an. „Knautscher“ beschädigen Wild durch zu großen Haltedruck während des Apports. Ein „Totengräber“ vergräbt das erlegte Stück, statt es zu apportieren. Hetzen, anschneiden, knautschen und vergraben sind bei Prüfungen Grund zur Disqualifikation.

### Grundausbildung („Einarbeiten“)
Viele jagdliche Eigenschaften des Jagdgebrauchshundes (Jagdtrieb, Vorstehen, Spurlaut, Wildschärfe) sind bereits als Anlagen vorhanden und werden durch geeignetes Training weiter gefördert („Einarbeiten“). Andere Verhaltensweisen dagegen müssen durch Dressur erlernt werden (Apportieren, Verbellen, Verweisen, Unterdrücken des Hetzinstinkts, Gehorsam). Die jagdliche Ausbildung des Hundes beginnt heute bereits im Welpenalter und ist mit zwei Jahren meist abgeschlossen. Die Abrichtung zum Gehorsam ist für alle Rassen zwingend, variiert in ihrer Intensität jedoch nach jagdlichem Einsatzbereich.
Historische Belege für die Ausbildung von Vorstehhunden sprechen davon, dass sie mit Zucht und Streichen angelernt werden mussten. Auch Johann Elias Riedinger erwähnt 1738 die „strengste Zucht“ und den „besonderen Fleiß“ in der Abrichtung der Vorstehhunde.
Obwohl die Methoden der klassischen Parforce-Dressur mittlerweile abgelehnt werden, beruht die Ausbildung trotz moderner lernpsychologischer Erkenntnisse (positive und negative Verstärkung) auch auf einem gewissen Maß an Härte und Zwang. Die Verwendung von Elektroreizgeräten (Teletakt) ist sehr umstritten zumindest in Deutschland (nach einem Entscheid des Bundesverwaltungsgerichts im Februar 2006 verstößt der Einsatz solcher Geräte gegen geltendes Tierschutzrecht) und Österreich verboten. Befürworter sehen darin ein Hilfsmittel für die Abrichtung aus der Distanz bei „unbelehrbaren“ Hunden, bei denen zuvor Dressurfehler begangen wurden, die zu solchem Fehlverhalten geführt haben.
Die Einarbeitung umfasst neben einer Prüfung der Jagdtauglichkeit auf spezielles Wild auch die Arbeit auf der Hasenfährte und auf „Schleppen“ (mit totem Wild gezogene Duftspur, an deren Ende das tote Tier liegt) sowie Apportierübungen mit Dummys. Der Schweißhund wird an verschiedenen Arten von künstlich ausgelegten Fährten (Tupf- oder Tropffährten, Fährtenschuhfährten, kalte gesunde Fährten eines einzelnen Stückes) eingearbeitet. Die Ausbildung des Bauhundes beginnt früh mit der Gewöhnung der Welpen an Röhrensysteme. Später erfolgen Übungen in den künstlichen Bauanlagen (Schliefenanlagen) der Vereine, die oft mit einem zahmen Fuchs besetzt sind.
Die Überprüfung und Förderung der Wildschärfe durch Verwendung lebenden Jagdwilds (Ente, Hase, Raubwild inkl. Katzen) im Rahmen der Ausbildung gilt in Jägerkreisen als unerlässlich. Das bei der Baujagd mögliche „tierschutzgerechte Abwürgen“ des Wildes durch den Jagdhund stößt in Tierschützer-Kreisen auf breite Ablehnung und ist bereits in einigen europäischen Ländern (Dänemark, Schweiz, Niederlande, Irland) gesetzlich verboten.

### Gefährdung im Einsatz
Die besonderen Gefahren für den Hund auf der Jagd ergeben sich aus seinen Einsatzbereichen. Sie gehen von Umweltfaktoren wie Dornen und Ästen, dem wehrhaften bzw. waidwunden Wild, dem Jäger selbst oder auch unverträglichen Artgenossen aus. Typische Traumata beim Jagdhund sind Stürze, Riss- oder Stichwunden, Bissverletzungen oder Schusswunden. Da der Hund bei der Jagd immer mit dem Kopf voran geht (vor allem bei der Baujagd), sind Augen, Kopf und Hals besonders für Verletzungen disponiert.
Neben Hautverletzungen unterschiedlichen Grades sind der Körper und auch die Extremitäten stark gefährdet. Dies gilt vor allem für Auseinandersetzungen mit Schwarzwild, dessen rasiermesserscharfe Eckzähne (Hauer des Keilers) klaffende Wunden reißen. Seit der Wiederausbreitung der Wölfe in Mittel- und Nordeuropa besteht für einen Jagdhund beim Ablegen unter dem Hochsitz und beim Stöbern die Gefahr, von Wölfen angegriffen und getötet zu werden. Der Deutsche Jagdverband hat deshalb einen Leitfaden für Jagdleiter und Hundeführer zur Hundearbeit in Wolfsgebieten herausgegeben.
Neuerdings gibt es Schutzwesten, um Gefahren zu mindern. Bei den meisten Verletzungen ist neben gründlicher Desinfektion und Erstversorgung die weitere Behandlung durch den Tierarzt erforderlich. Im Falle eines Wolfsangriffes muss vor der Reinigung der Wunden ein Speichelabstrich für eine DNA-Analyse zum Nachweis der Ursache genommen werden.

### Jagdliches Brauchtum

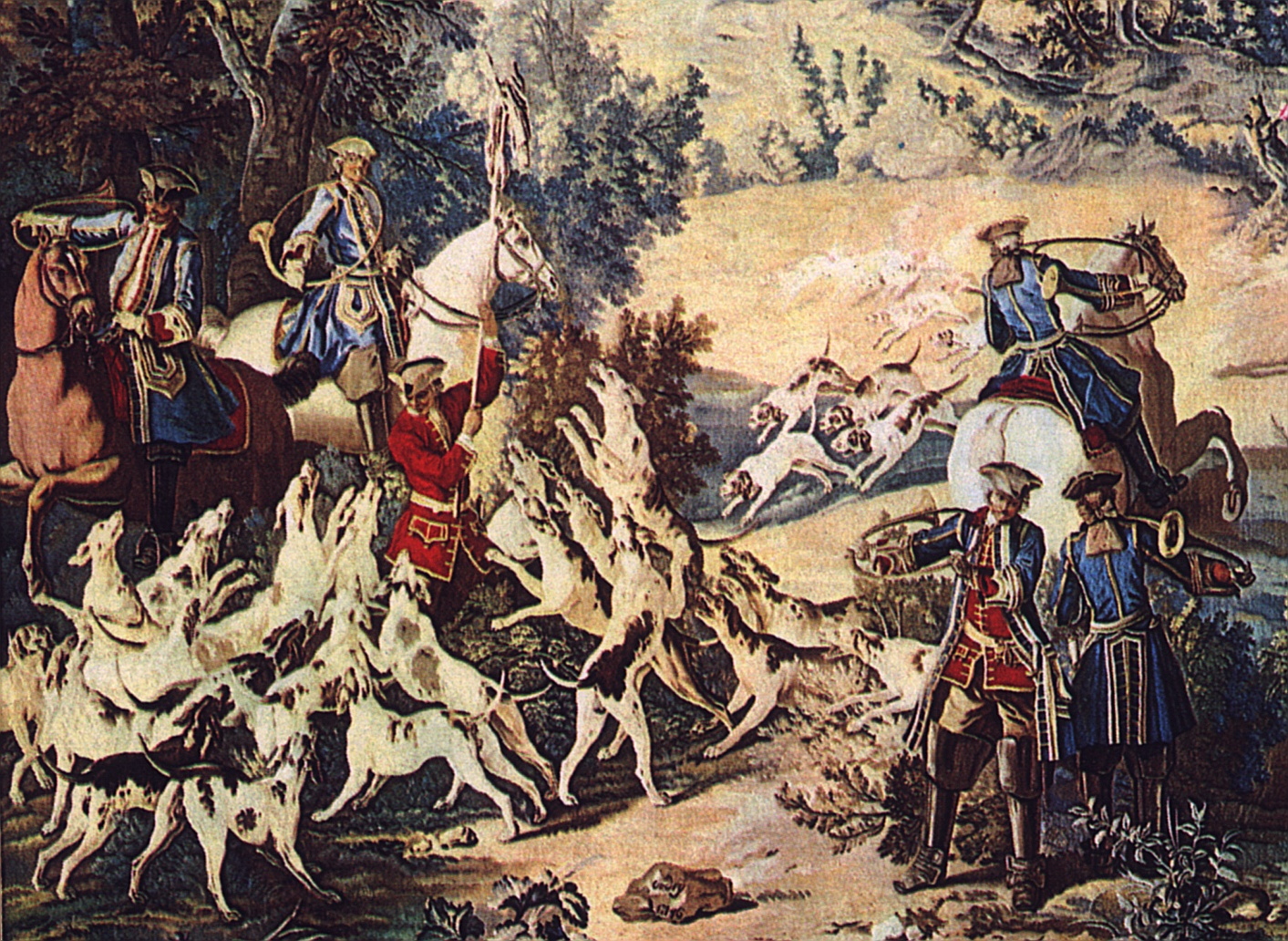
J. F. de Troy; Tod eines Hirsches
(18. Jahrhundert)

Bereits im Mittelalter war die Reihenfolge der Aufteilung des erlegten Wildes klar festgelegt. Den Hunden als Jagdhelfer stand ein Teil der Innereien als Beute zu. Alternativ wurden sie mit Brotstücken gefüttert, die zuvor in die Eingeweide des Wilds getaucht worden waren. Auch bei der noch heute zelebrierten Curée (sog. „Jägerrecht“) wird der Hundemeute nach beendeter Reitjagd als Belohnung eine große Menge Pansen vorgeworfen.
Bei der Schweißarbeit bekommt der Hundeführer nach erfolgreich abgeschlossener Nachsuche einen frischen „Bruch“ (abgebrochener Zweig) überreicht; die Hälfte davon wird am Halsband des Hundes befestigt.
Zahlreiche Begriffe im Zusammenhang mit dem Jagdhund existieren in der Jägersprache. Dazu gehören „Blendling“ (Mischling), „schnallen“ (Leine lösen), „angewölft“ (angeboren), „Halsung“ (Halsband oder Riemen), „aufkoppeln“ (anleinen) etc. Speziell für die Brackenjäger existieren noch zusätzliche Begriffe, so werden bei der Jagd mit Bracken auch traditionelle Jagdschreie (Hang up den Schelm! = „Fuchs tot!“) und Hetzrufe eingesetzt.
Das Blasen von Jagdsignalen auf dem Horn diente den Jägern und Hundeführern zur Orientierung. Von den Brackenjägern wird traditionsgemäß dazu noch immer der „Sauerländer Halbmond“ eingesetzt. Regional existieren verschiedene Jagdsignale. Für die Lenkung der Hunde bei der Brackenjagd sind die Hornrufe noch immer unverzichtbar. Wichtige Signale sind „Aufbruch zur Jagd“, „Hunde los“, „Wild tot“, „Sammeln“ und „Aufkoppeln“.

### Jagdhundrassen außerhalb Europas
Die Indianerhunde Nordamerikas (z. B. Chinook) wurden universell als Zugtiere, Wächter, Fleischlieferanten und Jagdhunde eingesetzt. Die englischen Kolonisten brachten ihre Jagdhundmeuten auf den amerikanischen Kontinent mit (z. B. George Washington). Durch die Selektion auf das „neue“ Jagdwild und Gelände entstanden außer den amerikanischen Varianten alter Rassen auch neue Hundetypen wie der Waschbärenhund (Coonhound). Heute finden auch Gebrauchskreuzungen wie der Plott Hound jagdliche Verwendung.
Die Schlittenhunde der Eskimos (z. B. Grönlandhund, Alaskan Malamute) zeigen eine stark ausgeprägte Jagdpassion. Sie wurden als Helfer bei der Bären-, Robben- und Rentierjagd eingesetzt.

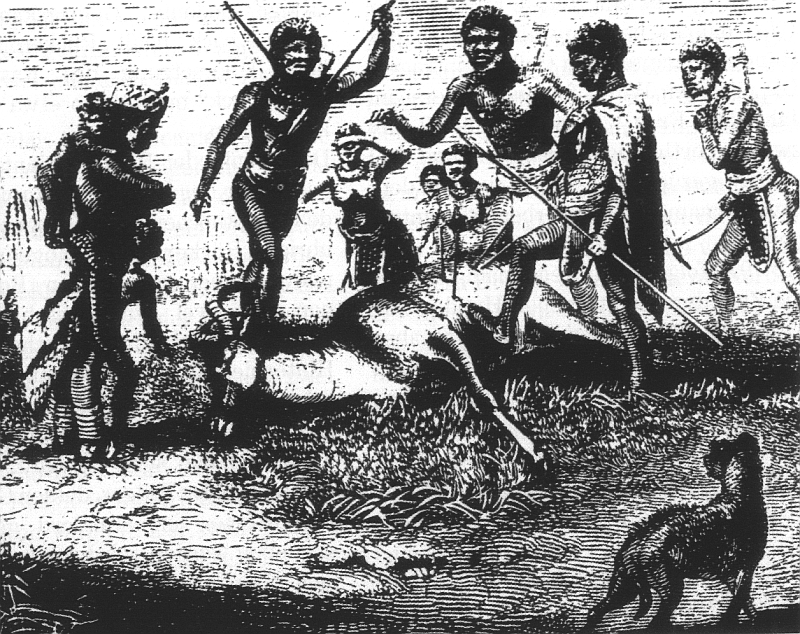
Jagdhund bei den Khoi Khoi, aus:
David Livingstone: Missionary travels and researches in South Africa (1857)

In den Steppengebieten Asiens fanden traditionell die Windhunde jagdliche Verwendung (Afghane, Saluki, Barsoi). In Russland werden heute eigene Brackenschläge (russische Bracken) und die Laiki als Jagdhunde verwendet. Aus der Gruppe asiatischer Spitze existieren mehrere jagdlich spezialisierte Rassen (z. B. Kai-Inu, Shikoku, Hokkaido Ken). Als guter Jagdhund ist auch der Thai Ridgeback bekannt. In Indien wird u. a. der Mudhol Hound (Karawanenhund) zur Jagd eingesetzt.
Die Windhunde (Sloughi, Azawakh) waren die traditionellen Jagdhundrassen bei den Beduinen Afrikas. Einige afrikanische Stämme verfügten über gute Hunde für die Jagd, berühmt waren die Hunde der Khoi Khoi. Aus ihrer Vermischung mit den europäischen Rassen der Siedler entstand der Rhodesian Ridgeback. Er wurde für die Löwenjagd verwendet und zeigt Eignung zur Schweißarbeit.
Historisch spielte in Südamerika der Einsatz von Hunden bei der Jagd nur eine untergeordnete Rolle. Bei manchen Naturvölkern sind jedoch noch heute Hunde als primitive Jagdhelfer zu finden.

## Geschichte

### Historische Nutzungsgruppen

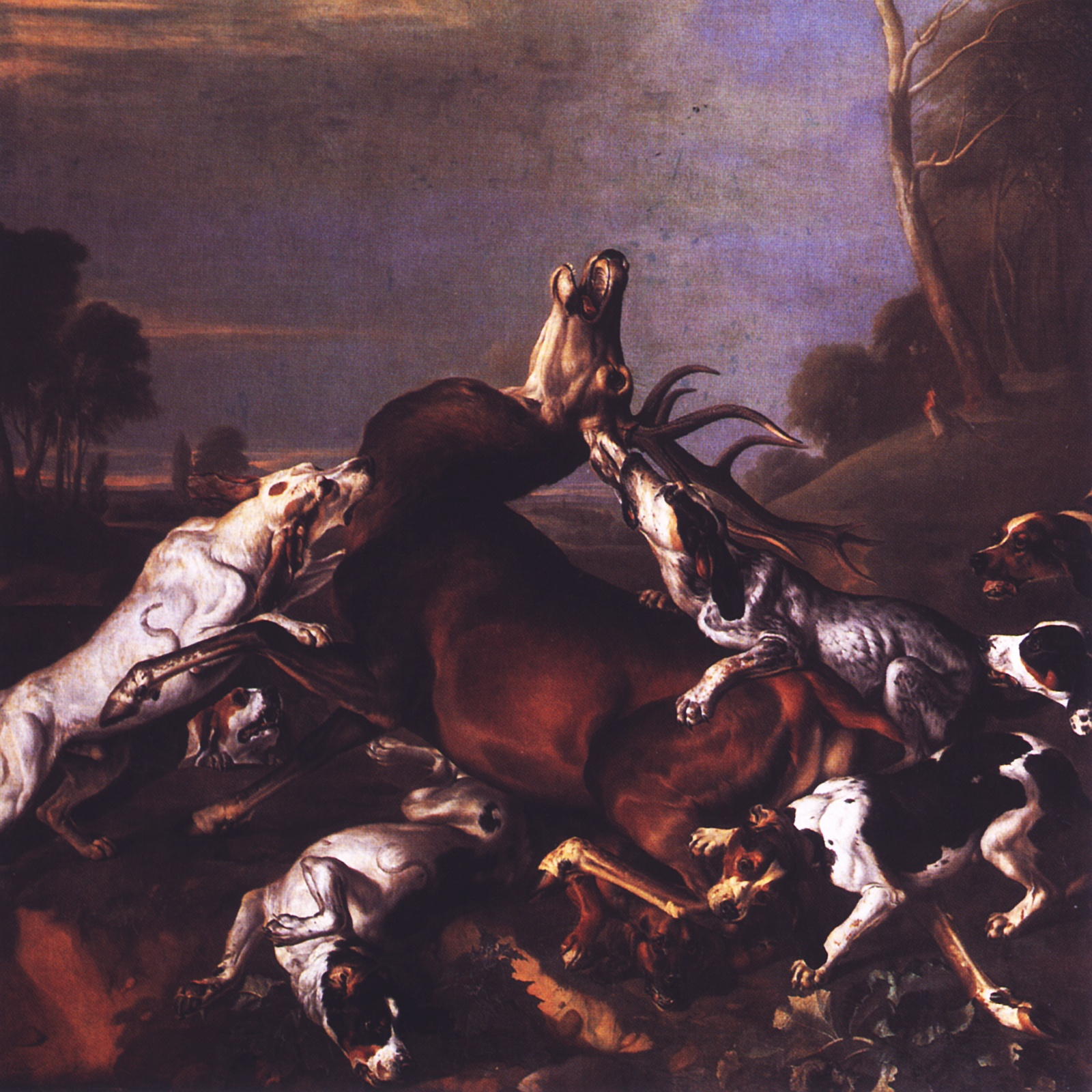
Johann Georg de Hamilton, Hirschhetze (1710)

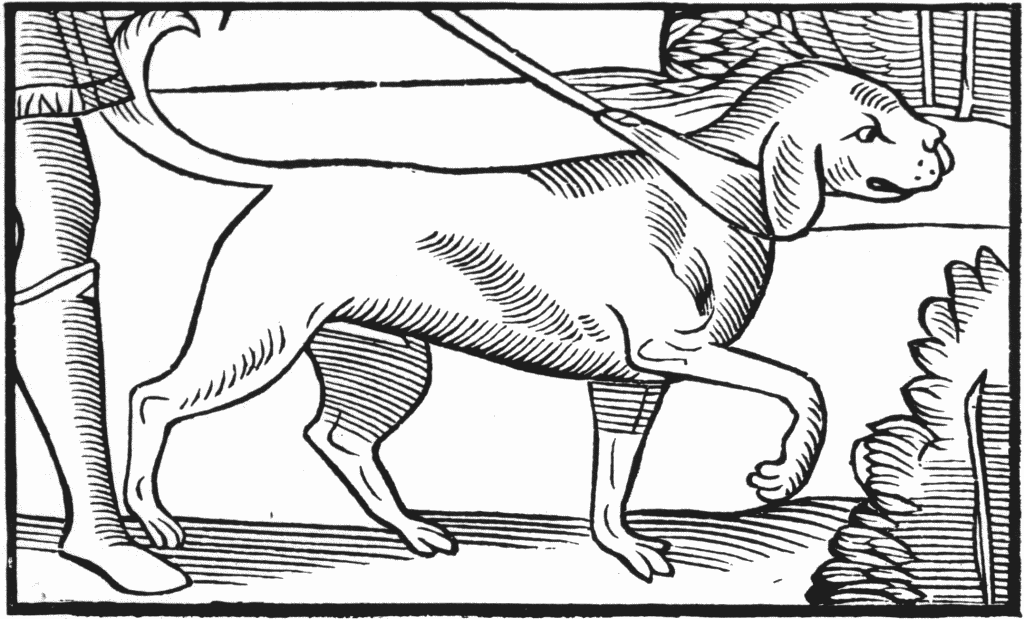
Leithundarbeit, Holzschnitt aus
Jacques Du Fouilloux, La vénerie (1561)

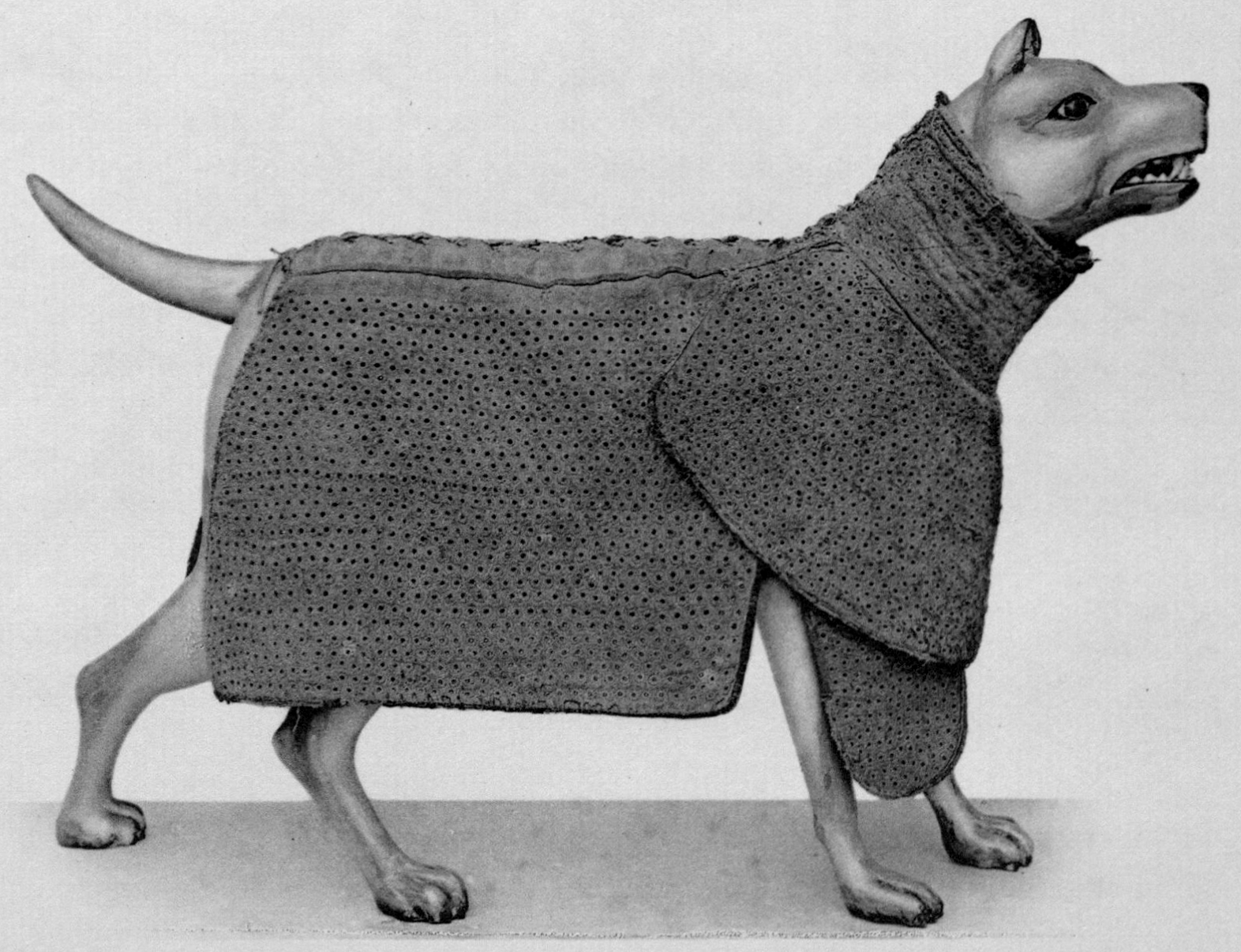
Jagdhundpanzer aus dem 17. Jahrhundert, in der Rüstkammer der Wartburg

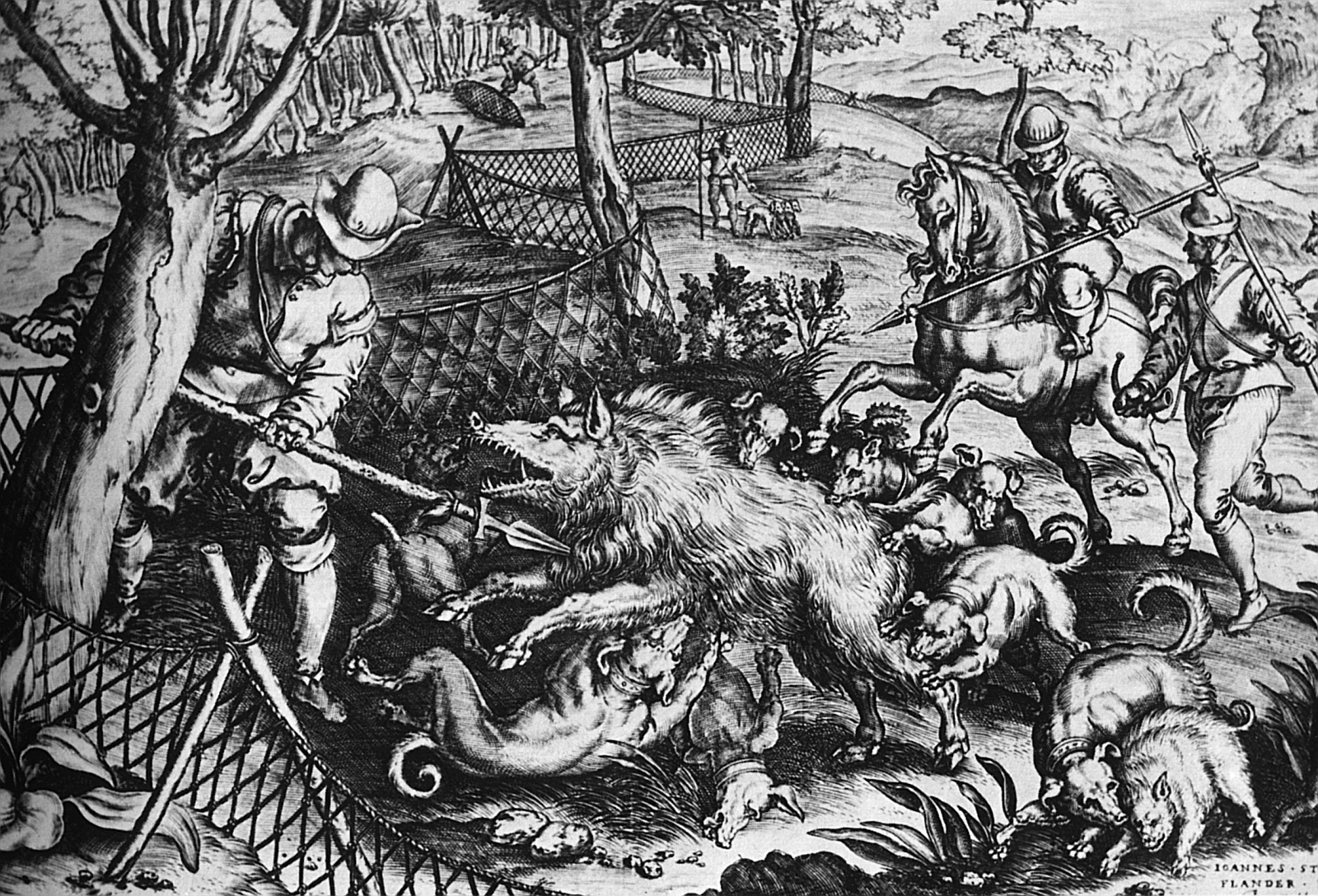
Saujagd, Niederländischer Stich
(16. Jahrhundert)

Obwohl bereits seit Xenophon (426–355 v. Chr.) die Züchtung innerhalb von Rassetypen bekannt war, erfolgte die Einteilung der Jagdhunde in früheren Jahrhunderten nicht nach rassegebundenem, definierten Phänotypen, sondern nach Leistung und jagdlichem Verwendungszweck (s. o.). Zu den wichtigsten historischen Gruppen gehören:
Hetz-/JagdhundeAls Laufhunde ermüdeten sie das gejagte Wild durch ihre Ausdauer. Schnell und kräftig, hetzten sie das Wild lautstark, nachdem sie es anhand seiner Fährte aufgespürt hatten und trieben es dem Jäger zu (Treibhunde). Die Bracke stellt den Grundtyp der „jagenden Hunde“ dar. Abhängig von der bejagten Revierlandschaft existierten regional stark variierende Brackenformen (Haidbracke, Steinbracke, Holzbracke). Gaston Phoebus beschrieb sie bereits als mit „starken geraden nicht zu langen Beinen, guter und weiter Nase, langer Schnauze, dicken Lefzen und großem breiten Kopf“ versehen. Die Fellfarbe variierte, die Höhe betrug ca. 50 cm Schultermaß. Sie ähnelten den Leit- und Schweißhunden, waren aber leichter gebaut und hatten kürzere Ohren. Als Gewicht werden ca. 25 kg angenommen.
WindhundeSeit der Pharaonenzeit bei Hetzjagden eingesetzt, holten die Windhunde als lautlose Sichtjäger das Wild (Hasen, Füchse, Rehe) schnell ein, fingen und hielten es, bis es vom Jäger abgefangen wurde. Vom frühen Mittelalter bis in die Neuzeit ist die Existenz zweier Varianten bekannt. Leichte Windhundschläge wurden neben der Beizjagd für die Hasenhetze verwendet (Veltrus leporarius), die schweren Varianten wurden für die Jagd auf Schwarz- und Rotwild eingesetzt (Veltrus porcarius). Die irischen Windhunde waren in der Neuzeit als gute „Wolfshetzer“ bekannt. Nach Gaston Phoebus wiesen die Windhunde eine hohe schlanke Gestalt, lange magere Beine, einen langen Kopf mit langer Schnauze und lange Rippen auf. Sie existierten lang- und kurzhaarig in vielen verschiedenen Farbtönen. Das geschätzte Gewicht lag artabhängig zwischen ca. 20 und 30 kg.
ParforcehundeObwohl das 17./18. Jahrhundert den Höhepunkt der Parforcejagd darstellte, war die Jagd mit den Parforcehunden schon den Normannen bekannt. Ihre Aufgabe bestand darin, auf Jagden zu Pferde das Wild solange zu hetzen, bis es ermattet war und von den Jägern gestellt werden konnte. Nach ihrem Zielwild wurden sie in Hirschhunde (Canes cerviciis), Hunde für die Damhirschjagd (Canes damariciis), Fuchs- (Canes vulperettis) und Hasenhunde (Canes herethioris) eingeteilt. Sie galten als groß, kräftig und sehr gehorsam. Angeführt vom „Kopfhund“ (einem Hund mit besonders guter Nase) jagten sie stets in der großen Meute und frei zwischen den Pferden. Durch einen speziellen Ton – dem Hetzlaut – zeigten sie an, dass sie sich hinter dem gejagten Wild befanden. Ihr Gewicht lag bei ca. 40 kg. Auch heute werden die Meutehunde noch für Reitjagden gehalten.
Leithunde/SpürhundeSeit Karl dem Großen wurden Leit- und Spürhunde eingesetzt und in ihrer reinen Form bis ins 19. Jahrhundert hinein gezüchtet. Der Leithund (auch als „Lymer“, „Limier“ oder „Waldmann“ bezeichnet) galt als die vornehmste Jagdhundeart und diente, je nach Abrichtung, zur „Vorsuche“ auf Edel-, Dam- oder Schwarzwild. Ursprünglich stellte er nur eine besondere Dressurform des Laufhundes dar, bei der ein zur Riemenarbeit geeigneter Hund mit ausgesprochen feiner Nase verwendet wurde. Später wurden die Hunde des im Ardennenkloster St. Hubert gezüchteten Stammes zur Leithundarbeit bevorzugt. Stets am Leitseil arbeitend, suchten sie mit tiefer Nase, gaben niemals Laut und blieben auf der einmal gefundenen „kalten Fährte“ (ältere Wildfährte), ohne sich durch eine andere ablenken zu lassen. Sie besaßen eine ausgezeichnete Spürnase und galten als ruhig, folgsam und ausgeglichen. Historische Beschreibungen nennen einen kräftigen, gedrungenen Hund mittlerer Größe, mit ausgeprägten langen Ohren und Lefzen, einem dicken Kopf und aufrecht getragener Rute. Von diesem meist kurzhaarigen Hundetyp existierten vielen Farbvarianten, das Gewicht lag zwischen ca. 25 und 30 kg.
SchweißhundeDie Aufgabe des Schweißhundes war die Nachsuche auf angeschossenes, „schweißendes“ (d. h. blutendes) Wild. Erste Hinweise auf den Einsatz des Schweißhundes finden sich in der Naturalis historia des Cajus Plinius Secundus. Im Mittelalter verwendete man Bracken oder auch besonders abgerichtete Leithunde für diese Aufgabe. Abgeleitet von den alten Leithundrassen und diesen im Aussehen sehr ähnlich, entstanden Ende des 18. Jahrhunderts die Schweißhunde als Spezialisten für die Nachsuche. Sie wurden bevorzugt an den Jägerhöfen gehalten. Vom Äußeren wurden sie als untersetzt, mit dickem Kopf, starker Schnauze, langen Ohren und breiter Nase beschrieben. Dunkle Farbtöne dominierten, das geschätzte Gewicht lag bei ca. 25 kg.
SauhundeSauhunde wurden zwischen ca. 800–1800 zur Schwarzwildjagd benutzt. Man unterschied je nach ihrer Funktion zwischen „Saufindern“, „Saurüden“ und „Saupackern“. Bei den Findern handelte es sich um kleine, wendige Hunde, die das Schwarzwild aufspürten, heraustrieben und verbellten. Die großen, starken Rüden und Packer zeichneten sich durch Gewandtheit und ausgeprägte Wildschärfe aus. Äußerlich den Hirten- und Schäferhunden ähnlich, wurden sie wegen der hohen Verlustrate aus Kostengründen oft auch aus diesen Gruppen rekrutiert (sogenannte „Sau“- und „Schafrüden“). Sie stellten das Wild und zogen es nieder, bis der Jäger mit dem Sauspieß („Saufeder“) kam. Zum Schutz vor Verletzungen trugen die Packer oft eine Panzerung. Besonders scharfe Hetzhunde waren die kleinen und großen „Bärenbeißer“. Speziell für die Schwarzwildjagd in Deutschland wurden im 16. Jahrhundert aus England importierte Doggen eingesetzt.
Hühner-/Stöber-/VorstehhundeSeit dem frühen Mittelalter verwendet, dienten die Stöberhunde ursprünglich nur dem Aufstöbern von Nieder- und Flugwild bei der Beizjagd. Später wurden sie zusätzlich als Helfer beim Fang von Flugwild in Netzen eingesetzt (Hühnerhunde). Im weiteren Verlauf entwickelten sie auch das „Vorstehen“, d. h., die Hunde suchten Nieder- und Federwild kurz vor dem Jäger und zeigten diesem durch das Vorstehverhalten gefundenes Wild an, ohne es dabei aufzuschrecken. Zu ihren Aufgaben gehörte auch, geschossenes Wild zu finden und es zu apportieren. Einige Arten wurden ebenfalls bei der Wasserjagd eingesetzt. Typisch für die Hunde dieser Gruppe war das Aufspüren und Suchen des Wildes mit hoher Nase. Den Grundtypus stellten die alten Spanielrassen dar. Sie wurden als gedrungen, mittelgroß, mit kurzem starken Kopf, starkem Gebiss, hängenden Ohren und aufrechter Rute beschrieben. Die Farbe variierte, dreifarbige und gefleckte Hunde waren häufig. Das geschätzte Gewicht lag bei ca. 15–20 kg.
DachshundeAb ca. 800 im Einsatz, dienten die sogenannten „Dachshunde“, „Schliefer“ und „Würger“ dazu, Dachse und Füchse entweder aus dem Bau zu treiben oder sie darin festzuhalten. Im 16. und 17. Jahrhundert wurden nahezu alle Hunde für die Baujagd eingesetzt, sofern sie die körperlichen Voraussetzungen dazu hatten, wildscharf waren und willig schloffen (in den Bau schlüpften). Die Erdhunde wurden auch als schlieferle, lochhündle oder dachse bezeichnet. Sie wurden als lebhaft, mutig, ausdauernd und wenig gehorsam beschrieben. Vom Aussehen her waren sie klein, mit kurzen gebogenen Beinen, langem Leib und Kopf. Man geht von verzwergten Brackenvarianten aus. Ihr glattes Fell war schwarz, gelb oder grau. In Anlehnung an den heutigen Dackel wird ihr Gewicht auf ca. 10 kg geschätzt. In Frankreich wurden Bassets verwendet.

### Historische Entwicklung

#### Ur- und Frühzeit

Neolithische Höhlenmalerei aus Spanien

Es ist davon auszugehen, dass der Hund schon in einem frühen Stadium der Domestikation als Jagdhelfer einsetzbar war. Die Jagdweise neolithischer Hunde entsprach dem Jagdverhalten von Wölfen. Die Hunde dienten nicht zum Aufspüren der Beute, sondern wurden eingesetzt, um das Wild z. B. in den Tod zu treiben. In den Tundralandschaften der Eiszeit fanden Hetzhunde Verwendung, um die geringere Geschwindigkeit des menschlichen Jägers auszugleichen. Die primitiven Formen des jagdlichen Einsatzes erforderten keine spezielle Abrichtung, sondern stellten eine Handlungskette dar, die mit dem Auffressen der Beute endete. Trafen die Jäger zu spät beim erlegten Wild ein, hatten sie das Nachsehen. Der Aggressionsverlust gegenüber dem Menschen beim Beutemachen gilt dabei als wichtiges Abgrenzungskriterium der frühen Hunde gegenüber dem Wolf. Spätestens im Mesolithikum/Epipaläolithikum (10000–6000 v. Chr.) entstand eine Anzahl verschiedener Hundetypen, die die Basis für die Entwicklung der späteren Landrassen bildeten. Darunter sind Varianten des Haushundes zu verstehen, die sich unter bestimmten Umweltbedingungen und den durch den Menschen definierten Ansprüchen und Verwendungszwecken durchsetzten.

#### Alte Hochkulturen

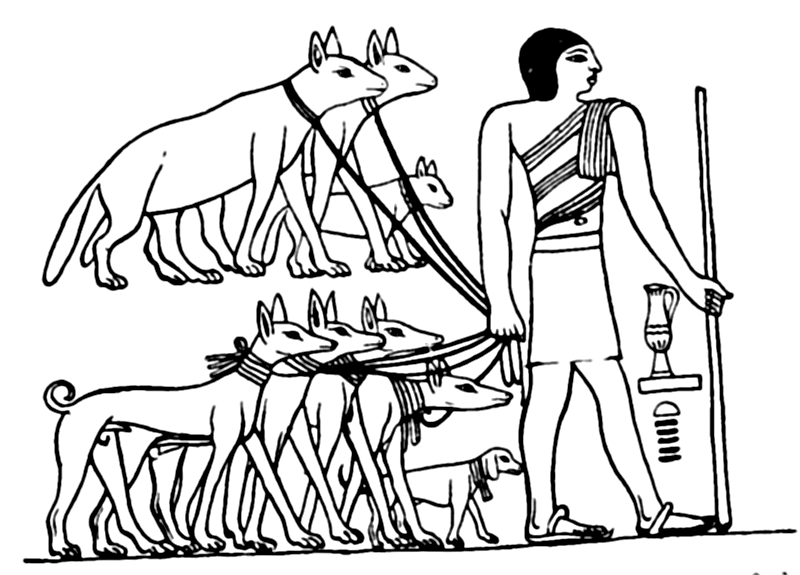
Altägyptische Grabmalerei: oben Hyänen und Schakal, unten Hunde vom Windhundtyp (Tesem) und Vorläufer der Bracke

Zu Beginn diente die Jagd in Ägypten noch dem Nahrungserwerb. Die jägernomadische Schicht der ägyptischen Frühgeschichte besaß wolfshundartige Tiere mit stehenden Ohren und buschigem Schwanz. Mit Einführung der Sklaverei in den Hochkulturen wandelte sich die Jagd zum Freizeitvergnügen und der Übung kriegerlicher Tugenden für die Kriegerklasse und die herrschenden Privilegierten. Jagdwaffen waren Pfeil/Bogen, Speer, Wurfholz, Lasso und Netz (Vogelnetz, Fischernetz). Als Jagdhelfer bei Treibjagden dienten windhundartige hetzende Sichtjäger, die kleineres Wild selbständig erlegten. Sie wurden als „Tesems“ bezeichnet. Kalksteinreliefs aus einem Grab bei Sakkara in Memphis bilden ab, wie Wildrinder, Steinböcke und Antilopen von großen, schlanken Hunden an Kehle und Läufen gepackt werden. Außer den Hetzhunden existierten Spezialisten für die Suchjagd (brackenähnliche Hunde) und für das „Packen“. Hinweise gibt es auch auf dackelähnliche Hunde, die jedoch vermutlich als Schoßhund dienten.
In Mesopotamien wurde um 3500 v. Chr. die Schrift erfunden. Zu den ältesten Schriftzeichen gehörte u. a. das für den „Jagdhund“. Nur geringfügig später als die Wind- und Jagdhunde (3000 v. Chr.) werden in Mesopotamien sehr große, kräftige Hunde mit hängenden Ohren auf Siegeln abgebildet. Diese sogenannten Mastifftypen (Molosser) wurden außer als Wach- und Kampfhunde auch für die Jagd auf Löwen und Wildschwein eingesetzt, eine Jagdform, die dem Vergnügen und der Selbstdarstellung der Herrschenden diente. Jagdabbildungen aus der Zeit Assurbanipals (668–631 v. Chr.) zeigen ebenfalls schwere Hunde vom Molosserdoggentyp bei der Jagd auf Löwen und Wildrinder. Später fand der Einsatz dieser Hunde seinen Höhepunkt in Arenakämpfen gegen Bären, Löwen und Esel.
Jagdszenen aus ägyptischer und etruskischer Zeit stellen die Antilopen- und Löwenjagd dar, bei denen der Streitwagen von Windhunden begleitet wird. Im 4. Jahrhundert v. Chr. war auch die Hetzjagd zu Pferde bereits bekannt, wie die Szene eines skythischen Jägers in der Begleitung von Barsoi-artigen Hunden beweist.

#### Antike und frühes Mittelalter

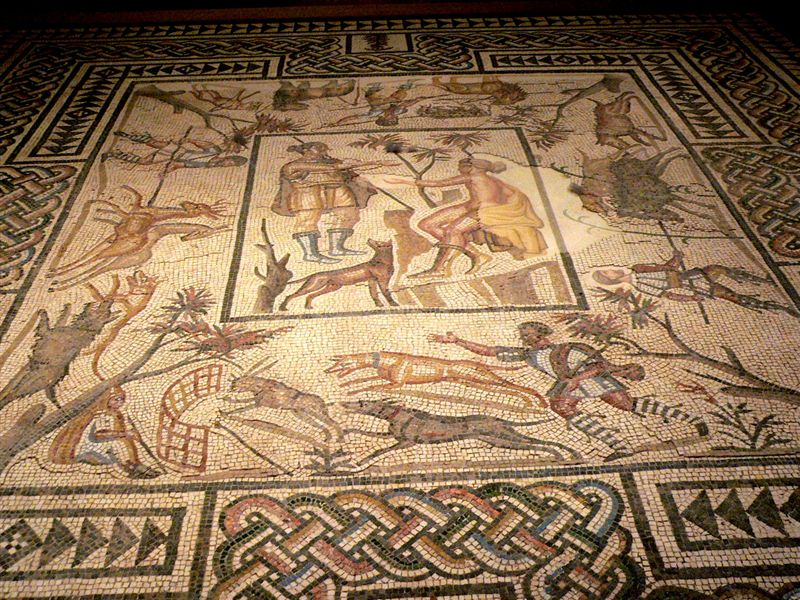
Römisches Bodenmosaik, verschiedene Jagdtechniken mit Hunden (3. Jahrhundert)

In der Antike war die Jagd kein Privileg der Adligen, sondern stand jedem Freien offen. Sie diente neben dem Nahrungserwerb vorrangig der körperlichen Ertüchtigung und Ausbildung als Vorbereitung zum Kampf und zur Pflege männlicher Tugenden. Jagdwaffen waren Speer oder Wurfspieß, ggf. noch Netze. Die Jagd mit Fernwaffen galt als unsportlich und war verpönt. Die untrennbare Verbindung von Hund und Jagd im klassischen Griechenland spiegelt sich in der Bezeichnung für die Jagd (zu Fuß) wider: „kyngesion“ = „was mit dem Hund geschieht“. Erst in der hellenistischen Epoche gewann die Hetzjagd auf Sau und Hirsch zu Pferd an Bedeutung.
Der Jagdhund in Griechenland ging überwiegend auf Importe aus altägyptischen Laufhunden und Bracken zurück. Namentlich erwähnt Xenophon die Castorischen Hunde und bezog sich damit vermutlich auf assyrische Molosserdoggen oder thebanische Laufhunde. Auch die Existenz eigener Laufhundtypen ist belegt: bekannt war Xenophon unter anderem der „Kreter“, eine sich durch besondere Tapferkeit und Wildschärfe auszeichnende Rasse. Darüber hinaus werden auch „Fuchshunde“ genannt. Drei Jahrhunderte später finden zusätzlich die „Spartaner“, Hetzhunde mit Eignung zur Schweißarbeit, bei Seneca in seinem Werk Hippolyt Erwähnung.

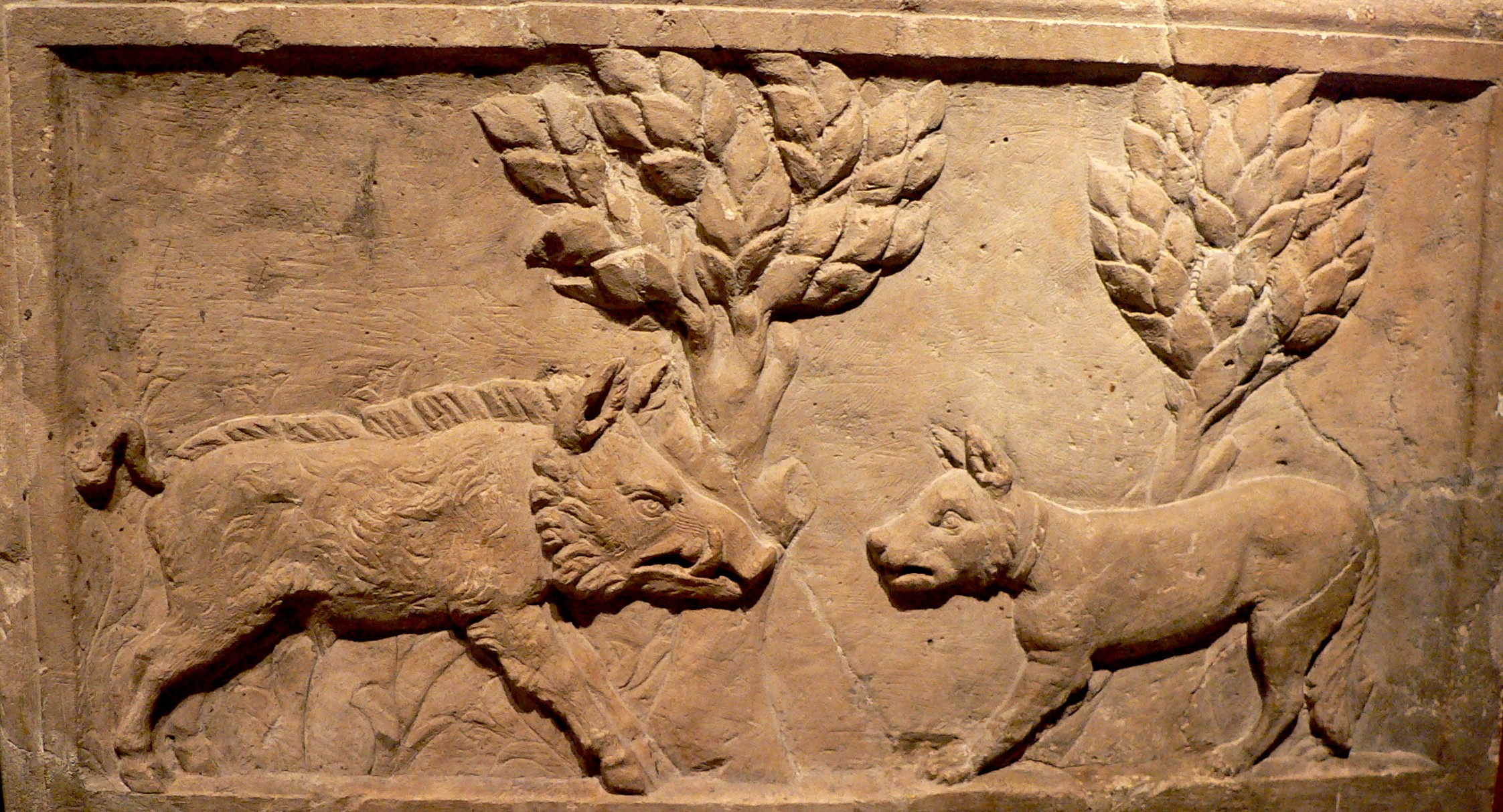
Römisches Relief (Köln), Wildschwein gegen Jagdhund

In Rom galt die Jagd nur als Nebensache, die Arbeit mit der Hundemeute wurde jedoch besonders geschätzt. Weitverbreitet waren brackenartigen Jagdhunde, die aus dem ägyptischen Raum und aus den gallischen Provinzen nach Rom kamen. Seneca nennt außer den Molossern, Kretern und Spartanern noch lautlos jagende Hetzhunde.
Der berühmteste Jagdhund (Bracke) der Antike war wohl der gallische „Segusier“. Diese Zuchtform gilt als Stammvater heutiger Bracken und wurde auch zum Aufspüren von Menschenfährten bereits erfolgreich eingesetzt. Flavius Arrian beschreibt im 2. Jahrhundert n. Chr. in seinem Werk „Cynegeticus“ das außerordentliche Jagdgeschick der keltischen Hunderassen. Der segusische Laufhund, den er darüber hinaus als klein und hässlich beschrieb, zeichnete sich demnach durch eine besonders feine Nase, bedächtige Suche und langsames, aber leidenschaftliches Jagen mit „hellem Hals“ aus. Beim germanischen „Vertragus“ dagegen handelte es sich um einen großen, windhundartigen Typ mit schönem Fell, der für die Hetzjagd und Apportierarbeit gleichermaßen geeignet war. Während bei den Kelten überwiegend die sportliche Hasenjagd dominierte, war bei den Germanen die Jagd auf Auerochsen und Bären sehr beliebt. Bekannte Nutzungstypen waren daher Hetzhunde, Spürhunde und Packer. Knochenfunde lassen noch auf eine weitere, kleinere Rasse schließen, die der Erd- und Baujagd diente und ausschließlich in Germanien vorkam. Bei den Vorläufern der heutigen Teckel handelt es sich folglich um die älteste nachweisbare deutsche Hunderasse.
Ab dem frühen Mittelalter erfolgte verstärkt die sprachliche Einteilung der Jagdhunde in Nutzungsgruppen. Die germanischen Rechtssammlungen aus der Zeit des 5. bis 9. Jahrhunderts erwähnen bis zu sieben Jagdhundtypen, deren Einteilung sich ausschließlich auf den Verwendungszweck bezog. Die Lex Baiuvariorum (7. Jahrhundert) nennt den leithunt, triphunt, spurihunt, winthunt und hapuhunt.

#### Mittelalter und frühe Neuzeit

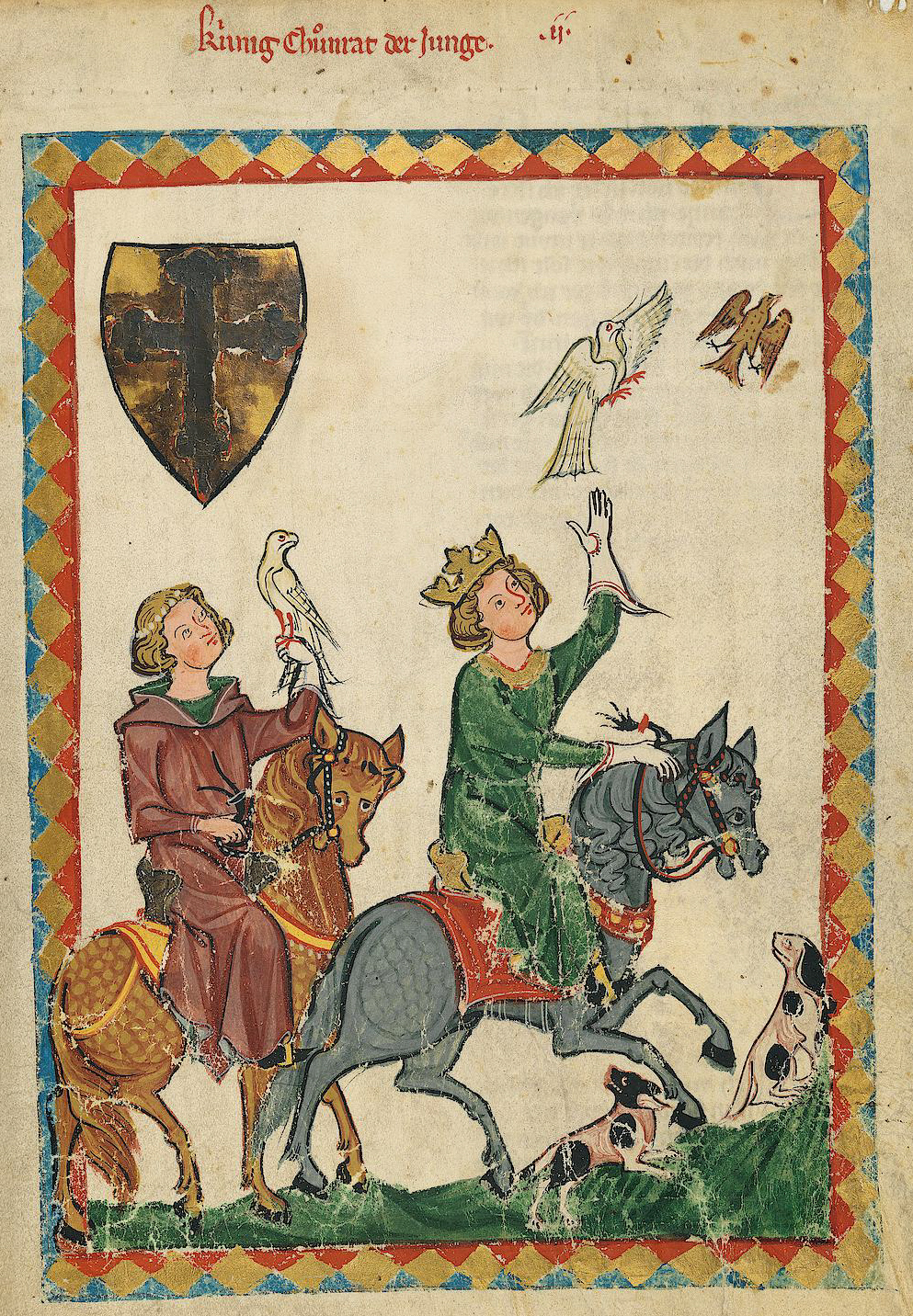
Manessische Liederhandschrift, fol. 7r, Konradin von Hohenstaufen auf Falkenjagd, von Jagdhunden begleitet

Die jagdgeschichtliche Entwicklung in England und Kontinentaleuropa divergierte ab dem Mittelalter. Während die Jagd in Kontinentaleuropa ausschließlich König und Adel vorbehalten blieb, entwickelte sich dagegen in England ein Jagdrecht, das mit Eigentum an Grund und Boden gekoppelt war. Unter dem dänischen König Knut dem Großen (1016) hatten alle Adligen und Grundbesitzer Jagdrechte – ausgenommen waren nur die Bannforste. Die Jagdhunde dienten überwiegend dazu, den Jägern das Wild zuzutreiben.
Mit der Eroberung durch die Normannen 1066 erfolgte die Angleichung Englands an Kontinentaleuropa. Beliebte normannische Jagdmethode war die „Parforce“-Jagd: Hier wurde der Hirsch durch den Leithund an der Leine gefunden und aufgestöbert, danach löste man die Meutehunde und setzte sie auf die Hirschfährte. Nach einer Hetzjagd zu Pferde wurde der Hirsch schließlich von den Hunden gestellt und durch die Jäger getötet. Für diese Jagdform wurden zum Teil neue Hunderassen eingeführt: die Alaunts, eine grimmige weiße Abart von Doggen (abstammend von den Kriegshunden der Alanen aus dem 4. Jahrhundert) sowie die „Talbots“, eine langsame Brackenart mit tiefer Stimme.
Doggenartige Hunde wurden auch zur Jagd auf wehrhaftes Wild wie Bär, Wildschwein und Wolf eingesetzt. Um einen leichteren Schlag zu erhalten, wurden sie dafür oft mit Wind- und Laufhunden gekreuzt. Bereits ab dem frühen Mittelalter wurden „Schlieffenhündle“ zur Erd- und Baujagd verwendet. Zum Aufstöbern von Federwild, z. B. für die Beizjagd, diente der Vogel- oder auch Habichtshund. Diese Hunde zeigten auf der Jagd bereits Vorsteh-Verhalten.

Zwei Arten der Vogeljagd mit Hund und Netz: links Methode in England, rechts Variante des europäischen Festlands

Bezüglich der Jagdmethoden existierten wildspezifische Unterschiede: beasts of venery umfassten Rotwild, Hase, Bär und Wolf; ihnen wurden außerhalb der Königsforste mit der Parforce-Jagd nachgestellt. Die beasts of chase (Damwild, Rehwild, Marder und Fuchs) wurden dagegen gleich mit der Meute gesucht und gejagt. Mit dem Rückgang der Hochwildbestände wurde die normannische Parforce-Jagd von der Gehegejagd abgelöst. Hasenhetze und Fuchsjagd erfreuten sich großer Beliebtheit. Maßgebliches Kriterium war nun das „Geläut“ der Jagdhunde (hound music). Die Tudors setzten ihre Meuten aus Hunden zusammen, deren Stimmen klanglich aufeinander abgestimmt waren. Hauptsport wurde es, die Meute auf die Fährte eines zuvor angeschossenen Hirsches zu setzen und ihr dann zu lauschen – die Hunde am Klang der Stimme zu erkennen und der Jagd ausschließlich nach Gehör zu folgen.
In England begann sich die sportliche Art des Vogeljagens mit Vorstehhunden, den setting dogs, zu entwickeln. Diese legten sich beim Anzeigen nieder, das Wild mit den Augen bannend, sodass die Jäger die Fangnetze über Hund und Beute werfen konnten („Tyrassieren“). Falken oder Falkendrachen verhinderten dabei das Aufsteigen des Flugwildes. Auf dem Kontinent dagegen zeigten die Vorstehhunde das erstöberte Flugwild an und trieben es dann auf Kommando vorsichtig vorwärts in die Zugnetze der Jäger.

#### Neuzeit bis 18. Jahrhundert

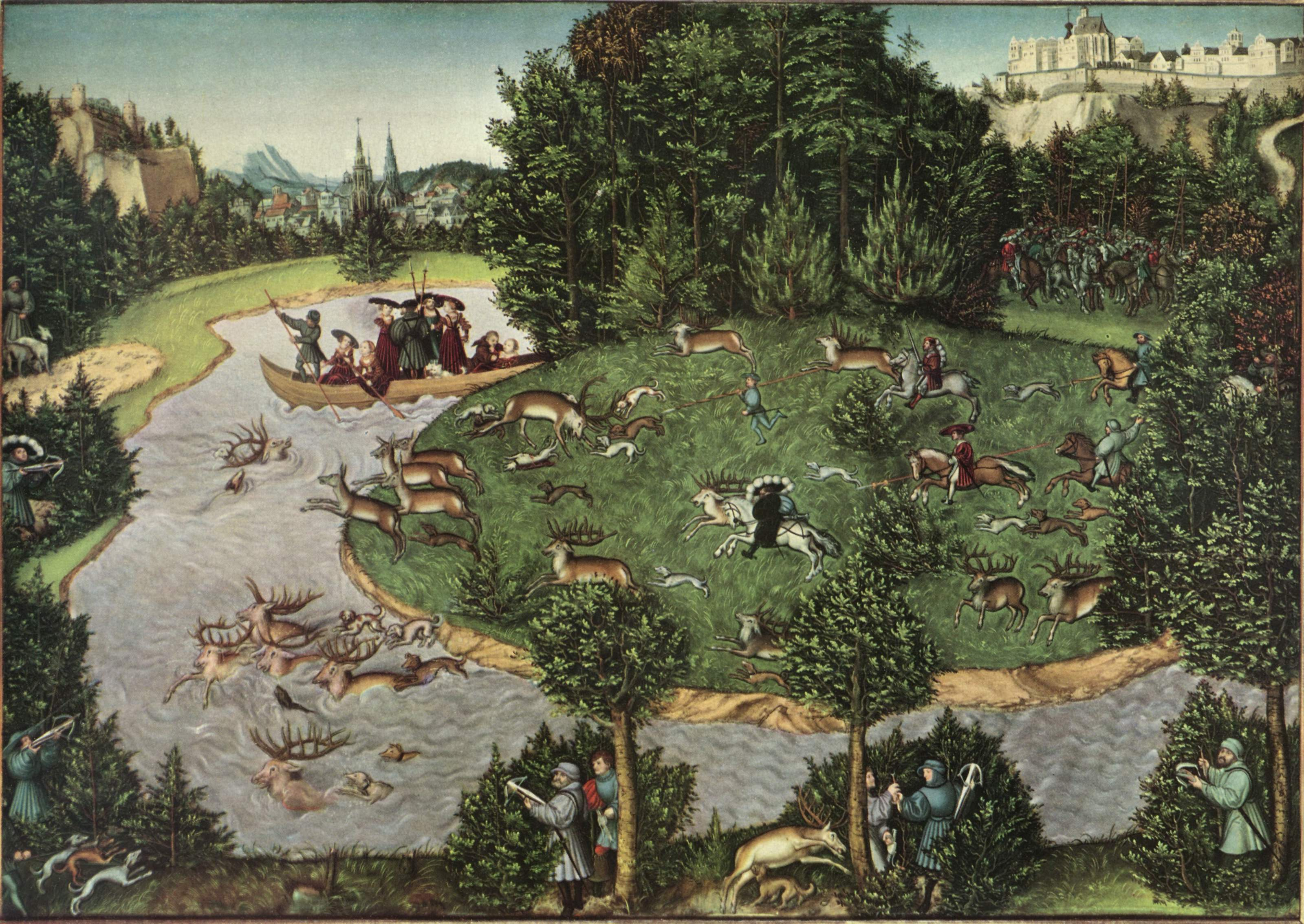
Lucas Cranach der Ältere, Hirschjagd des Kurfürsten Friedrich des Weisen (1529)

Auf dem europäischen Kontinent begann im 15. Jahrhundert ein Wandel der Jagd vom sportlichen Waidwerk zur Belustigung des Adels, der bis ins 18. Jahrhundert anhielt. Die Haltung von Hirschen erfolgte fast ausschließlich in Wildgehegen. Die Jagd fand als Parforce-Jagd oder Pirsch auf einzelne, bestimmte Hirsche statt. Die höfischen Jagden wurden als Kostümbälle abgehalten, bei denen das Wild durch Gassen aus mit pittoresken Jagdszenen bemalten Tuchwänden (Vorläufer der Gatterjagd) oder über Hindernisse und in Gewässer getrieben wurde, um massenhafte Abschüsse zu ermöglichen. Jagdhunde wurden in diesem Zusammenhang überwiegend zum Treiben eingesetzt. Bereits im Spätmittelalter war (etwa im Puech zu der Weidmanschafft) der Abrichtung von Leithunden besondere Aufmerksamkeit zuteilgeworden.
Mit der Entwicklung der Feuerwaffen unter gleichzeitigem Rückgang der Haarwildbestände erlebte das Flugwildschießen eine Blütezeit. Die Vorsteh- und Stöberhunde gewannen weiter an Bedeutung, ihr Aufgabenspektrum erweiterte sich jedoch um das Apportieren von geschossenem Flugwild, vor allem aus dem Wasser oder aus Dickungen. Insgesamt sollte der Jagdhund zu Beginn der Neuzeit allgemein brauchbar sein und jeder aufgespürten Wildart nachjagen. Einen Überblick über die bekannten „Rassen“ Nutzungsgruppen der Jagdhunde im 16. Jahrhundert gibt Conrad Gessner in seinem Thierbuch (1563). Er beschreibt den windhund, leithund, laufhund, spürhund, bluthund. Bekannt waren ihm neben der Arbeit der Vorstehhunde und „Lochhündle“ auch der Spaniel, das Windspiel, der Wasserhund sowie Vogel- und Wachtelhunde.

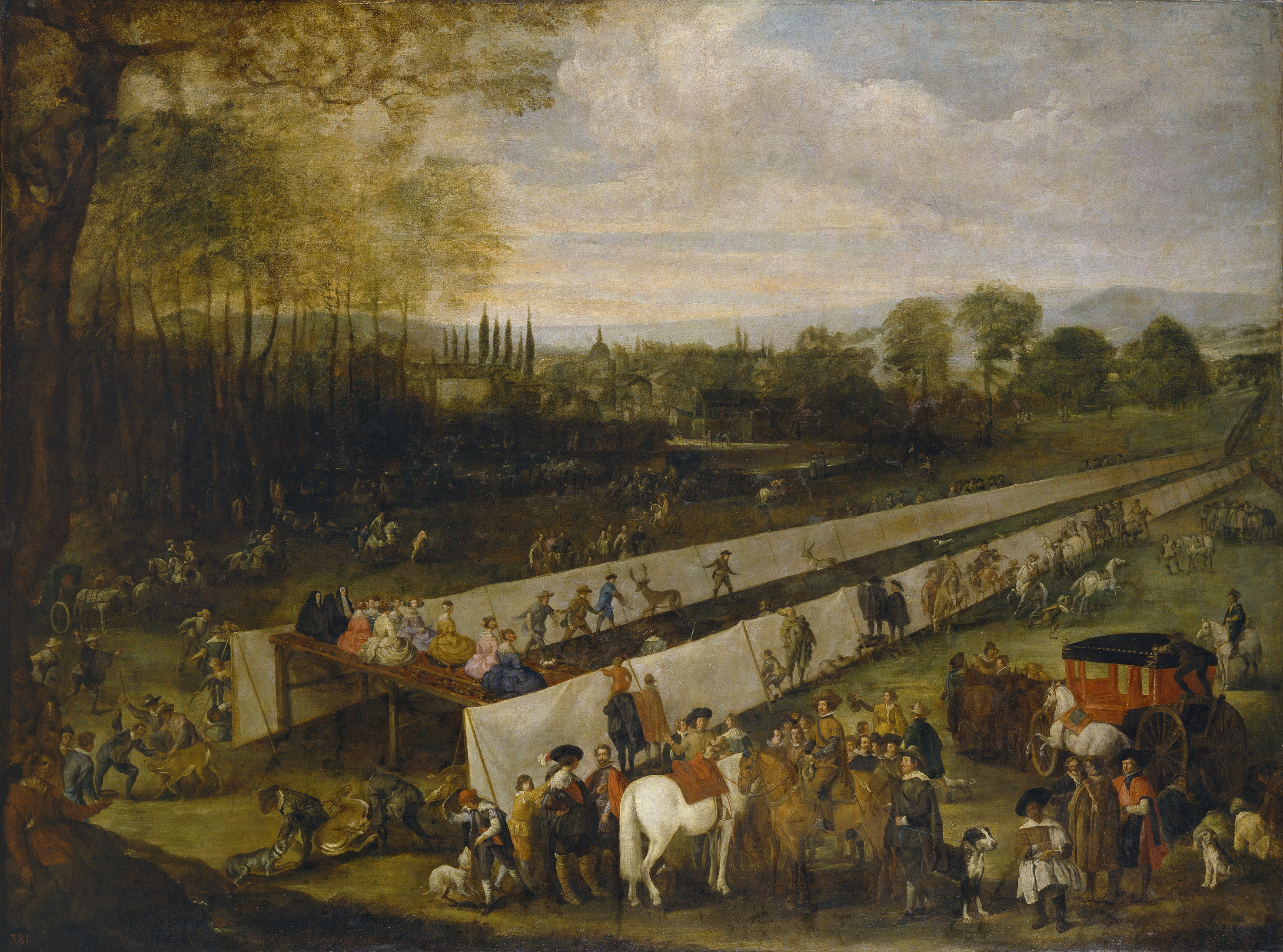
Juan Bautista Martínez del Mazo,
Jagd im Tabladillo in Aranjuez (um 1635)

Der Untergang der Adligen während der französischen Revolution bedeutete gleichzeitig das Ende vieler Jagdhundrassen. Mit dem Verlust der Zuchtarbeit von Jahrhunderten verlor Frankreich seine Führungsposition in der Jagdhundezucht.
Im 18. Jahrhundert begann man in England die Idee umzusetzen, für jede Jagdart einen anderen Hund zu verwenden. Die universell einsetzbare zusammengewürfelte Meute aus der Tudorzeit verschwand, ebenso verdrängte das Flugwildschießen die Falkenbeize und die Vogeljagd mit Netzen. Der Squire – ein Landedelmann mit eigenem Jagdrecht – erlebte in England eine goldene Epoche. Als Hauptdisziplinen jagdsportlicher Vergnügungen galten das Flugwildschießen unter Verwendung von Pointern, die Hetzjagd mit neu gezüchteten [Fuchshund]rassen, die Hasenjagd zu Pferde mit Windhunden sowie die Otternjagd mit Otter- und anderen Wasserhunden. Als passionierte Jäger züchteten viele der Squires ihre eigenen Jagdhundvarianten, so dass zusätzlich zu den jagdwildlich und geländespezialisierten Hunden noch Lokalschläge entstanden.

#### 19. Jahrhundert

##### England

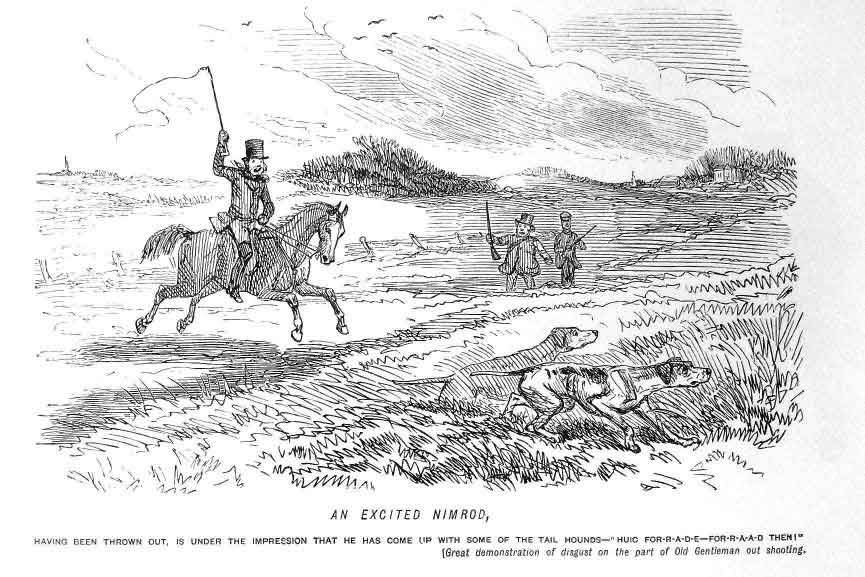
John Leech, englische Jagdkarikatur (1850)

Die Einrichtung eines Fuchshunde-Zuchtbuches im Jahr 1800 führte zu wesentlichen Zuchtfortschritten bezüglich Nasenleistung und Geschwindigkeit, so dass gegen Ende des 19. Jahrhunderts die Fuchsjagd mit der Meute nur noch ca. 40 Minuten dauerte. In den Jahren 1815 bis 1870, während der Hochzeit der Fuchsjagd, existierten 101 Fuchshund-Meuten; mit 138 Harriermeuten war auch die Hasenhetze noch immer sehr beliebt.
Flugwild wurde noch immer „hinter Pointern“, d. h. auf der Suche, geschossen. Vom Jagdhund dieser Zeit erwartete man, dass er vorstand, apportierte (auch aus Wasser und Dickicht), Gelände absuchte und Wild fand. Unterschiede zwischen Pointern und Settern existierten kaum noch und die Vorstehhunde hatten 1832 einen vorbildlichen Ausbildungsstand erreicht. Die erste Prüfung für Vorstehhunde fand 1865 in Southill bei Bedford statt.
Neue Methoden des Flugwildschießens zogen einen steigenden Bedarf an guten Apportierhunden nach sich. Die gezielte Zucht spezieller Rassen (Retriever) begann Mitte des 19. Jahrhunderts auf der Basis von importierten St. John-Hunden.
Bedingt durch landschaftliche Veränderungen wandelte sich die Hasenhetze langsam zum Coursing. 1858 entstand der National Coursing Club. Mit der Festlegung genauer Regeln trat der Wettbewerb zwischen den Hunden an Stelle des ursprünglichen Hasenfangens und der Einsatz von Windhunden im Rennsport wurde durch die Wettlust der Briten gefördert. Aufkommende Reinzucht nach Stammbuch, Rassestandards und Ausstellungen führten dazu, dass Rassehunde nicht mehr ausschließlich von Adligen gezüchtet wurden, was die Entwicklung der Rassenvielfalt (z. B. bei Terriern) begünstigte.

##### Frankreich
Nachdem das königliche Jagdprivileg gefallen war, wurde in Frankreich zu Beginn des 19. Jahrhunderts die Jagd von Grundbesitzern durchgeführt, die eine „Equipage“ (Jagdeinrichtung) hatten. Diese konnte ein Dutzend verschiedenrassiger Hunde oder eine prunkvolle Brackenmeute umfassen und wurde von berittenen („valets de chiens a cheval“) oder unberittenen („valets de chiens a pied“) Hundeführern angeleitet. Der Ehrentitel „Wolfslieutenant“ (lieutenant de louveterie) war mit dem Führen einer kleinen Hundemeute verbunden, die außer zur Wolfsjagd auch für die Saujagd verpflichtet werden konnte. Bedingt durch landschaftliche Gegebenheiten (Dickicht und dichter Waldbewuchs) jagten die französischen Laufhunde im Gegensatz zu den englischen nicht nur als Meute, sondern auch einzeln. Im Deutsch-Französischen Krieg (1870) gingen in Frankreich viele Hundezuchtstämme sowie ein Großteil jagdkynologischen Wissens verloren.

##### Deutschland
In Deutschland hatte es Ende des 18. Jahrhunderts vier Arten von Vorstehhunden gegeben: die Weimarschen, Solmsschen, Württembergschen und Auerbachschen. Ende der 30er-Jahre wurden verstärkt englische Rassen eingeführt und vorhandene Stämme mit ihnen „verdorben“, so dass nach der 48er-Revolution die alten Vorstehhunde verschwunden waren.
Der nun jagdberechtigte deutsche Bürger wünschte sich einen allround-Jagdhund, der sowohl Wild finden, vorstehen, nach dem Schuss apportieren, in Dickungen eindringen, Wasserarbeit leisten, der Rotfährte folgen, das Stück niederziehen, es verbellen oder den Jäger hinführen konnte. Dafür wurde zunächst der englische Gordon Setter eingesetzt. Ende des 19. Jahrhunderts erfolgte die Abkehr von der „Anglomanie“ im Jagdhundebereich und die alten kontinentalen Rassen konnten sich, wenn auch oft vermischt, wieder durchsetzen. 1879 begann man, aus den Restbeständen des altdeutschen Vorstehhundes den Deutsch Kurzhaar zu züchten. Als großer Pionier des deutschen Jagdgebrauchshundwesens gilt Freiherr Sigismund von Zedlitz und Neukirch (auch „Hegewald“ genannt), dessen erklärtes Ziel es war, Vielseitigkeit mit hochentwickelter Feldarbeit zu vereinen. Sein Einsatz galt der Erschaffung deutscher Gebrauchshunde auf Basis bodenständiger Schläge. Er nahm auch Einfluss auf eine vielseitigere Ausrichtung der Leistungszucht, des Prüfungswesens und der jagdlichen Einsatzmöglichkeiten. Der deutsche Jagdhund entwickelte sich damit, wie gewünscht, in Richtung „Mehrzweckhund“.

#### Gegenwart

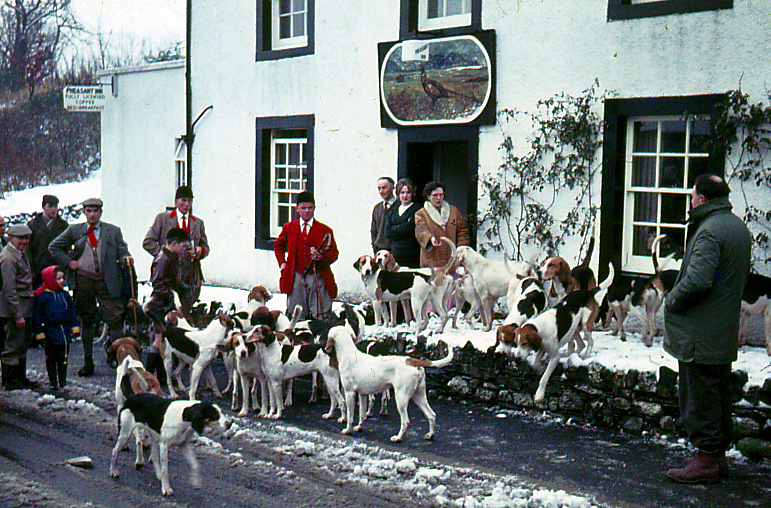
Jagdgesellschaft in England (1962)

Die beiden Weltkriege stellten eine massive Zäsur in der englischen und französischen Jagdhundezucht dar, die in dieser Zeit vollständig zum Erliegen kam. Aus Nahrungsknappheit wurden die meisten Hundemeuten getötet und manche alte Hunderasse nahezu ausgerottet. Zu den schwer geschädigten Rassen, bei denen ein Wiederaufbau der Zucht nach dem Krieg kaum möglich war, gehörten der Hund aus Poitou, der Normannenhund, der Briquet d’Artois, der Griffon Nivernais, der alte Vendéen-Hund, der Saintongeois, der Basset bleu de Gascogne, der Pindray, der Ceris sowie der Persac-Hund. Mit Hilfe englischen Bluts wurden einige Meuten bald wieder aufgestockt, die Meutejagd verlor jedoch durch den stark reduzierten Wildbestand an Bedeutung.
In England wurden nach Kriegsende Deutsch-Kurzhaar-Hunde importiert, die schließlich vom Kennel-Club neben Pointern, Settern, Spaniels und Retrievern in einer vierten Kategorie („Vorsteher-Apportierer“) als gun dogs anerkannt wurden. Die Entwicklung der englischen Jagdhunde war damit wieder beim „Allrounder“ angelangt. Die Jagd mit Meuten existiert in England immer noch, jedoch geht – durch landschaftliche Veränderungen – der Trend heute weg von den schnellen großen Hunden hin zu den kleinen, langsam jagenden Hunden aus der Zeit von Elisabeth I. (z. B. Basset-Meuten). „Unblutige“ Reitjagden sind auch heute noch in Frankreich und Deutschland beliebt.
Um die jagdlichen Eigenschaften der Jagdgebrauchshundrassen zu erhalten und zu fördern, erfolgte in vielen europäischen Ländern eine Trennung in „working dogs“ und „show dogs“. Auch in Deutschland entstammen die meisten Jagdgebrauchshunde jagdlichen Leistungszuchten. Die Abgabe von Welpen erfolgt bei vielen Zuchtvereinen (Bracken, Schweißhunde) heute ausschließlich in Jägerhand.

### Soziale Bedeutung

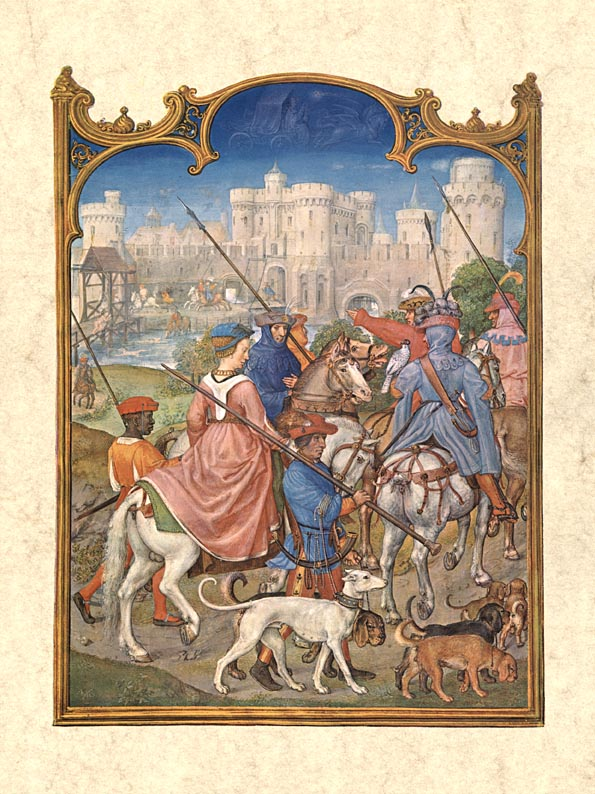
Höfische Jagdgesellschaft mit Hunden (1510)

Als Jagdbegleiter der Herrscher in den Hochkulturen bei Löwen- und Antilopenjagden nahmen sie sicher bereits eine herausragende Stellung ein. Gute Jagdhunde waren deshalb auch oft Bestandteil von Tributzahlungen an den Pharao. In der keltischen Gesellschaft stand der Jagdhund nach erfolgreicher Jagd im Mittelpunkt, er wurde geschmückt, gefeiert und mit Fleisch belohnt. In seiner Funktion als Begleiter der keltischen Jagdgöttin Epona besaß er darüber hinaus symbolisch-mythologische Bedeutung. Frühe Hinweise auf die gesellschaftliche Wertschätzung des Jagdhundes finden sich den germanischen Stammesrechten, wo für Diebstahl oder Tötung eines solchen Tiers hohe Geldstrafen auferlegt wurden (Germanische Stammesgesetze).
Im Mittelalter wurde eine strenge Trennung der „reinrassigen“ wertvollen Jagdhunde von den Hunden der Bauern und Hirten vorgenommen, um eine Durchmischung zu verhindern. Der Verlust eines guten Jagdhundes wurde ebenso hoch eingeschätzt wie der eines menschlichen Jagdhelfers. Um die eigenen Jagdhunde zu schonen, wurden für die Jagd auf wehrhaftes Wild bevorzugt Nutzhunde der Hirten und Bauern verwendet.
Oft lebten die Jagdhunde eng mit ihren adligen Herren zusammen. Als Zeichen der gegenseitigen Wertschätzung wurden sie als königliche Geschenke zwischen Monarchen gehandelt. Ebenso wie ihre Besitzer galten sie als „adelig“: so geht die Bezeichnung Bloodhound nicht auf einen besonderen „Blutdurst“ dieser Rasse, sondern auf ihre „Reinblütigkeit“ zurück. Als Statussymbol des Adels war in vielen europäischen Ländern dem gemeinen Volk die Haltung eigener Jagdhunde bis ins 18. und 19. Jahrhundert verboten.
Heute werden die Jagdhunde als Gebrauchshunde nur noch von der Jägerschaft hoch geschätzt. Viele Jagdhundrassen erfreuen sich gleichzeitig jedoch großer Beliebtheit als Familien- und Ausstellungshunde (Dackel, Retriever, Setter).

### Historische Haltung
Mit zunehmender Bedeutung der Jagd für den Adel stieg auch die Anzahl der gehaltenen Jagdhunde. Durch die frühe staatliche Organisation der Jagdhundhaltung in Deutschland ist heute viel Schrifttum bezüglich Haltung, Fütterung und Pflege überliefert. Auch in den Jagdlehrbüchern sind die historischen Jagdhunde einschließlich ihrer Verwendung und Ausbildung beschrieben, z. B. im Gaston Phoebus oder in Flemmings Der teutsche Jäger.

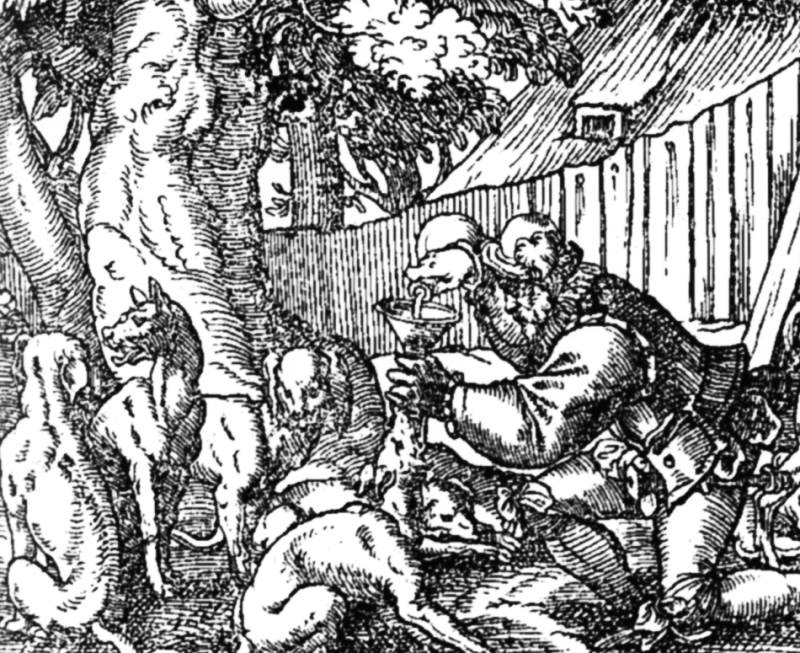
Behandlung eines kranken Jagdhundes, aus Petrus de Crescentiis, New Feldt und Akerbaw (1538)

Im England des frühen Mittelalters wurden die Jagdhunde separat gehalten und von ausgewählten Leibeigenen betreut und gefüttert. Auch in Deutschland wurden bereits bei Karl dem Großen die Jagdhunde nicht mehr am Hof gehalten, sondern auf Untertanen verteilt, die dafür eine Entschädigung erhielten. Aus diesem Brauch entwickelte sich ab dem 12. Jahrhundert die sogenannte „Hundelege“ – die Verpflichtung zur Aufzucht, Haltung oder Verpflegung herrschaftlicher Jagdhunde. Zuerst wurden damit die Klöster belastet, die dem Adel Hunde und Jäger für die Jagd zu stellen hatten. Nach der Einführung der Landeshoheit wurden Jagdhunde auch in den Jägerhäusern und -höfen gehalten. Von historischem Interesse bedeutsam ist u. a. der „Rüdenhof“ in Wien (Ende des 12. Jahrhunderts erbaut), in dem zeitweise 300–400 Meutehunde gehalten wurden. Mit der Nahrungsversorgung und Aufzucht der Tiere wurden Berufsgruppen wie Bauern, Schäfer, Abdecker, Scharfrichter, Metzger, Müller und Meier betraut. Alternativ musste eine Ablösesumme („Legegeld“) geleistet werden, deren Höhe regional differierte.
Mit dem Beginn der Jagdsaison erfolgte die Aufteilung der Hunde auf die Jäger und Forstbeamten, die jederzeit zur Teilnahme an den herrschaftlichen Jagden zur Verfügung stehen mussten. Nur die Leit- und später auch die Schweißhunde blieben stets beim Jäger, der allein für ihre Haltung und schwierige Ausbildung verantwortlich war. Den Überblick über die herrschaftlichen Hunde gewährleisteten Listen, in denen sowohl die zur Hundelege verpflichteten Personen als auch die Jagdhunde samt äußerer Beschreibung verzeichnet waren.
Da die Jagd das Privileg der Oberschicht darstellte, war Bauern und anderen „gewöhnlichen“ Leuten die Haltung von zur Jagd geeigneten Hunden nicht oder nur unter strengsten Auflagen gestattet. Zu diesen Reglementierungen gehörte seit Anfang des 17. Jahrhunderts das „Knütteln“ der Hunde in Waldnähe. Darunter wurde die Befestigung eines Holzknüppels von mindestens einer Elle Länge am Halsband des Hundes verstanden, um ihn in seiner Bewegungsfreiheit einzuschränken. Regional wurden für Hunde sogar gesetzlich Verstümmelungen des Vorderlaufs (Expediation, d. h. (Teil-)Amputation des Mittelfußballens) oder Hinterbeins (Durchtrennen der Sehnen), gefordert, um die Tiere jagduntauglich zu machen. Ausnahmen gab es nur für gekennzeichnete Gebrauchshunde bestimmter Berufsgruppen (Hirten, Metzger). Regional war Bauern nur die Haltung bestimmter Spitze erlaubt, die wegen ihrer natürlichen Trägheit kaum Jagdtrieb aufwiesen. Vorstehhunde befanden sich ausschließlich im Besitz des Adels, bis 1711 war in Deutschland selbst hohen Jagdbeamten der Besitz eines solchen Hundes verboten.
Die Ausstattung der Zwingeranlagen wurde schon von Gaston Phoebus, aber auch zahlreichen Autoren des 18. und 19. Jahrhunderts beschrieben. Übereinstimmend wurden gut isolierte bzw. beheizbare Ställe mit ausreichenden Lüftungsmöglichkeiten gefordert. Die Liegeplätze waren mit Stroh eingestreut und zum Teil erhöht. Der zusätzliche Auslauf auf Rasen oder feinem Sand sollte mit einem Schattenplatz versehen sein. Bisweilen wurde auch die Kettenhaltung für Hetzhunde empfohlen. Auf Reinlichkeit und Ungezieferbekämpfung in den Stallungen wurde großer Wert gelegt; separate Haltung von läufigen, jungen und kranken Hunden sowie die Einrichtung von Quarantänestationen war bereits bekannt. Die Versorgung der Hunde umfasste auch die regelmäßige Fellpflege inklusive Baden. Große Sorgfalt widmete man der Pflege von Krallen, Pfoten und Extremitäten, insbesondere bei jagdlicher Überbeanspruchung. Trächtige Hündinnen sollten geschont und nicht mehr zur Jagd eingesetzt werden.

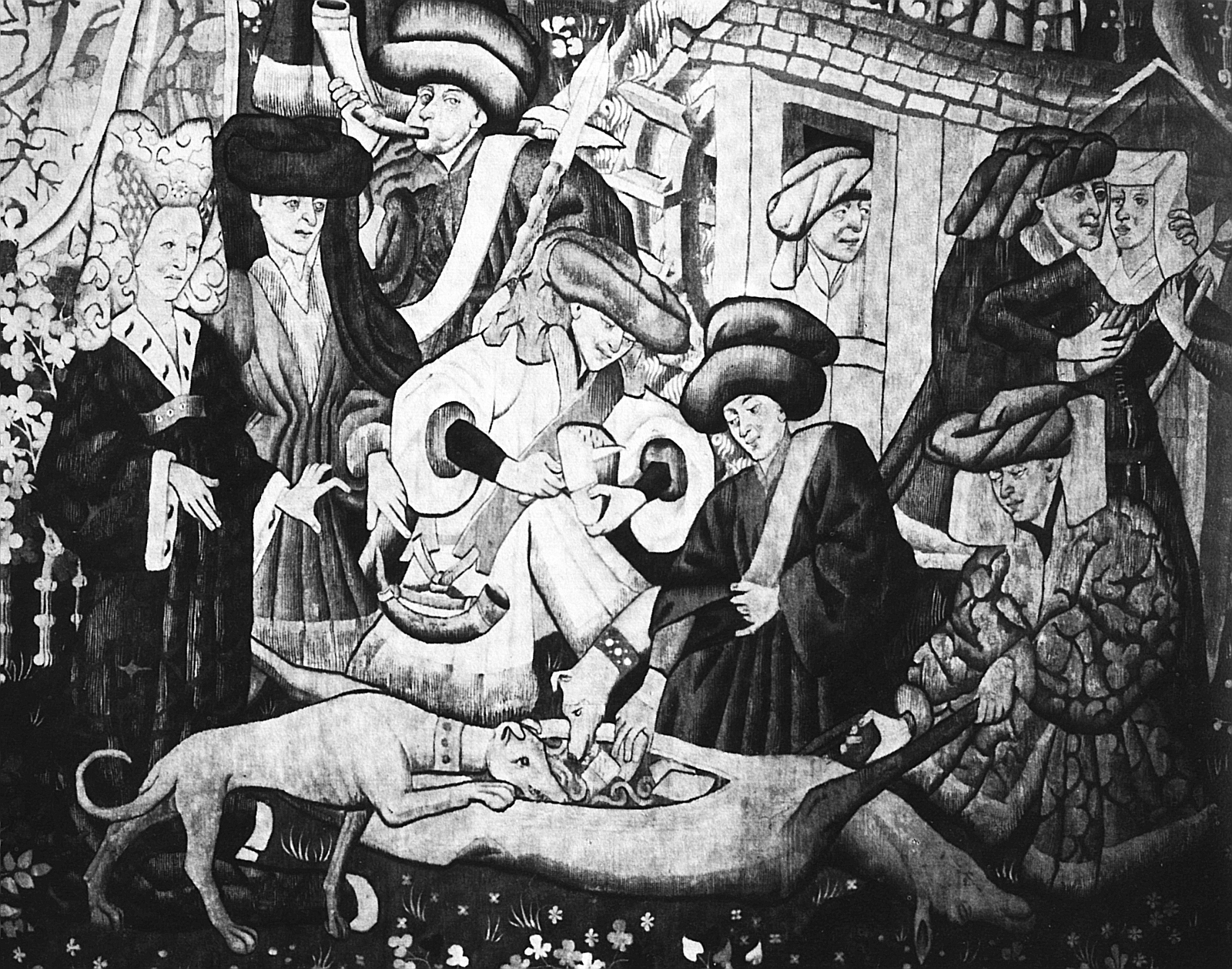
Mittelalterlicher Gobelin, Fütterung von Jagdhunden mit Brot zur Belohnung nach dem Erlegen des Tieres (Jagdbrauch)

Außerhalb der Jagdzeit sollten die Hunde mindestens einmal täglich ausgeführt und mit den Meuten regelmäßig größere Touren unternommen werden, um ihre Kondition zu erhalten.
Junge Hunde sollten „nicht verzärtelt“ und bereits an Witterungseinflüsse gewöhnt werden, vor Nässe sollte man sie jedoch immer schützen. Die jagdliche Abrichtung begann frühestens mit 12 Monaten und erfolgte behutsam, um die Tiere körperlich nicht zu überfordern. Die Ausbildung eines Schweißhundes konnte vier bis fünf Jahre in Anspruch nehmen.
Traditionell wurden die Hunde mit Brot und Brei auf der Basis von Mehl oder Schrot gefüttert. Dieses Brot wurde als „Hundsbrot“ bezeichnet und konnte auch in Form von „Brotsuppen“ verabreicht werden. Fleisch wurde in Form von Schlacht- oder Tischabfällen und Eingeweiden verfüttert. Schon in den Kapitularien Karls des Großen ist die Fleischfütterung erwähnt. Sie wurde für die Pflege kranker Hunde und zur Versorgung tragender oder laktierender Hündinnen geschätzt. Auch die Knochen bestimmter Tierarten wurden als Zufutter verwendet. Zusätzlich wurden Fleisch- und Knochenbrühen, Milch oder Molke verfüttert. Besondere Beachtung wurde der Fütterung der Leithunde geschenkt, um durch „fehlerhaftes Futter“ nicht deren Nasenleistung zu beeinträchtigen. Gefüttert werden sollte zweimal täglich, nicht direkt vor der Jagd und auch nicht unmittelbar nach körperlicher Anstrengung. In der Jagdzeit sollte nur besonders gutes Futter verwendet werden. Auf eine strenge Hygiene bei Fütterung und Tränke wurde geachtet.

## Kunst und Kultur

### Mythologie

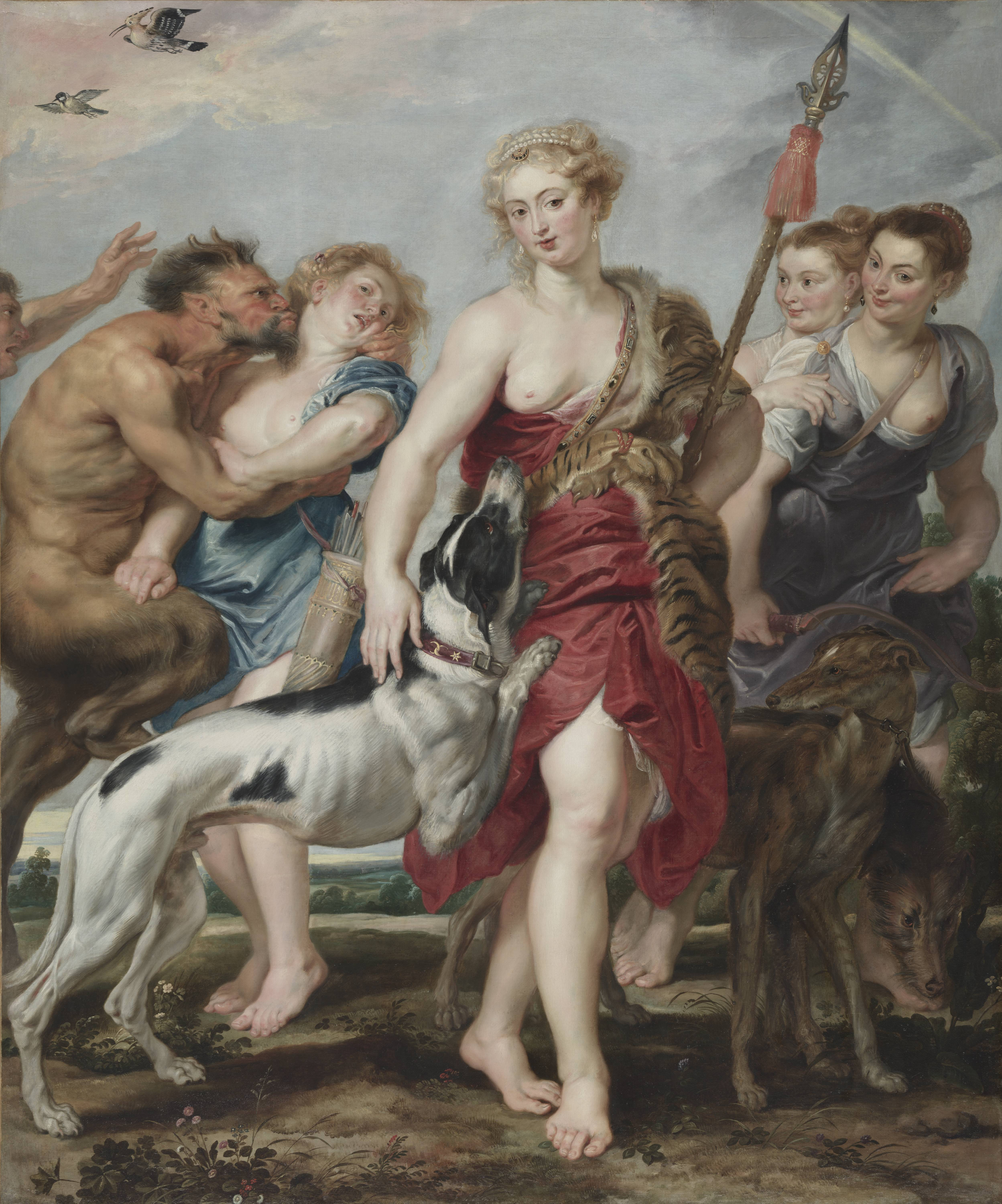
Peter Paul Rubens, Diana mit Nymphen beim Aufbruch zur Jagd (um 1615)

Mythologische Bezüge stellen den Jagdhund stets positiv dar. In der Menschen- wie in der Götterwelt verkörpert er den treuen Begleiter und Jagdgehilfen. Als Attribut für die Jagd findet man ihn oft im Zusammenhang mit alten Jagdgottheiten (Artemis, Diana, Epona).
Die Sternbilder Orion, Großer Hund und Kleiner Hund werden bisweilen als Jäger, dem seine beiden Jagdhunde nachfolgen, interpretiert. Im Sternbild der Jagdhunde (Canes Venatici) führt der Bärenhüter seine beiden Jagdhunde Asterion und Chara an der Leine.
Den Treuegedanken symbolisiert Argos, der Hund des Odysseus. Als sein Herr inkognito nach 20-jähriger Abwesenheit heimkehrt, erkennt ihn nur sein selbst gezogener Jagdhund wieder. Alt, schwach und vernachlässigt auf dem Misthaufen liegend, hat er jedoch nicht mehr die Kraft, zu ihm zu kriechen. Nach dem Wiedersehen stirbt der treue Hund in Frieden. Die 50 Jagdhunde des griechischen Helden Aktaion zerrissen ihren eigenen Herrn, der von Artemis in einen Hirsch verwandelt worden war. Mit Geheule suchten sie ihn anschließend überall im Land und kamen erst zur Ruhe, als sie in der Höhle des Kentauren Cheiron sein Abbild sahen.
Auch in der Götterwelt galten Jagdhunde als wertvolles Geschenk. Artemis bekam von ihrem Vater Zeus unter anderem gute Hunde für die Jagd; auch den griechischen Gott Pan bat sie später um seine besten Jagdhunde. Der sagenhafte goldene Kretische Hund – später Laelaps genannt – der Hephaistos Schmiede entstammte und seine Beute niemals verfehlte, gehörte zu den Geschenken, die Zeus seiner Geliebten Europa machte. Später wurde er vom kretischen König Minos als Gegenleistung für erwiesene Dienste an die jagdbegeisterte Königstochter Prokris weitergegeben, die ihn schließlich ihrem Gatten Kephalos zum Geschenk machte. Von Zeus in Stein verwandelt, entrückte ihn dieser zum Schluss als Wachhund in den Olymp.
Bisweilen kann der Jagdhund auch Zielstrebigkeit symbolisieren: als Totemtier des großen irischen Helden Cuchulainn steht er für das Erreichen von Zielen.

### Schrifttum

#### Fachliteratur

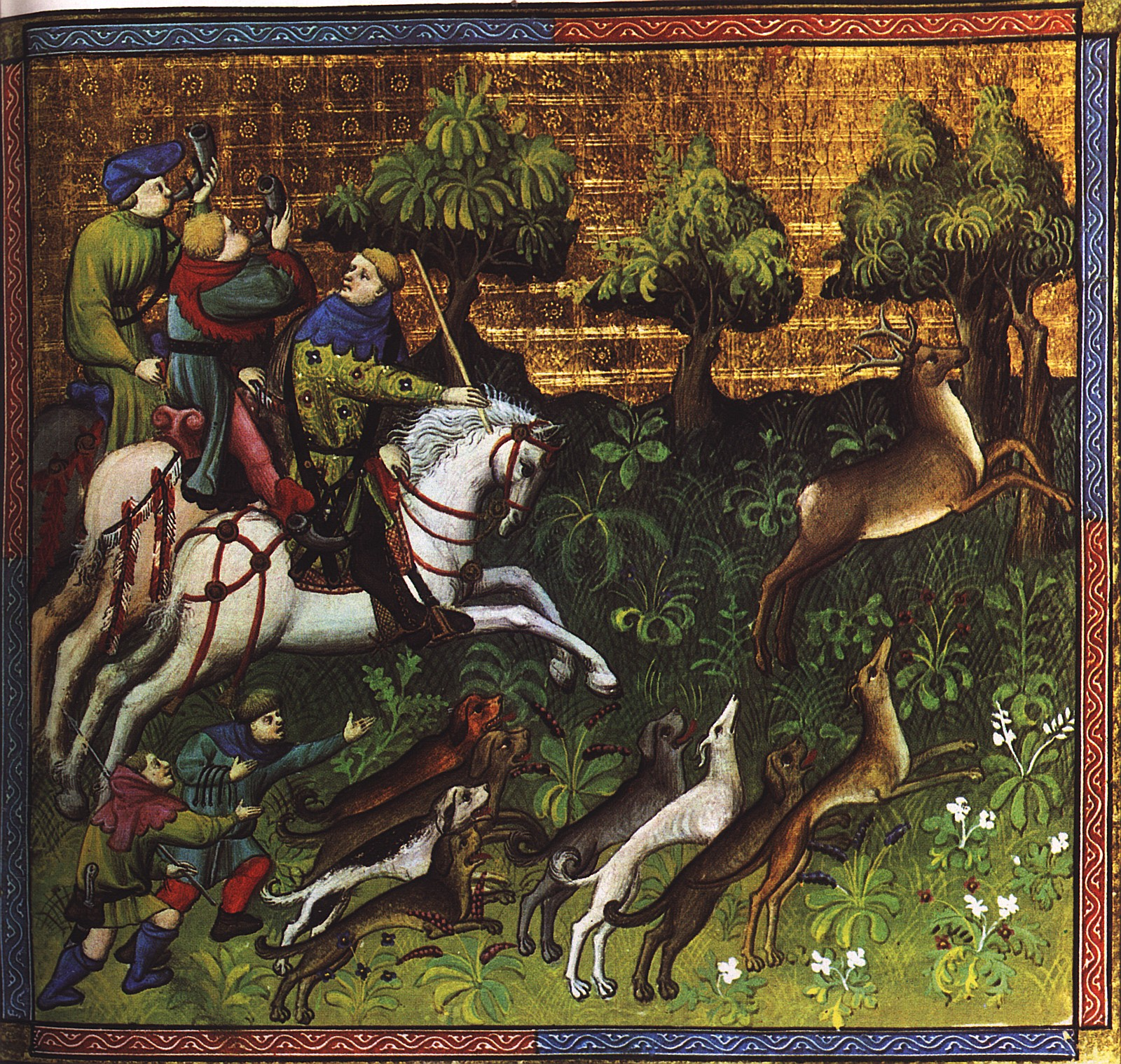
Gaston Phoebus, Le livre de chasse, Parforce-Jagd auf den Hirsch (1387)

Einige Autoren der Antike (zum Beispiel Grattius und Silius Italicus) erwähnen bereits zeitgenössische Jagdhunde. Neben Eigenschaften und Aussehen verschiedener Hundetypen werden auch jagdliche Verwendung, Qualitäten, Auswahlkriterien für Jagdhunde und die Erziehung beleuchtet (Xenophon Kynegetikos, Seneca Hippolyt, Arrian Cynegeticus). Die Formelsammlung des Markulf (7. Jahrhundert) verwendet erstmals die Bezeichnung „Bracken“. In den germanischen Gesetzessammlungen werden die Jagdhunde in Nutzungsgruppen zusammengefasst dargestellt und ihr Wert ermittelt.
In seinem Werk Von Falken, Hunden und Pferden erwähnt Albertus Magnus unter anderem die Ausbildung und Haltung von Jagdhunden. Im Traktat De arte bersandi des Ritters Guicenna (13. Jahrhundert) sind die Pirschjagd und der Einsatz von Bracken als Schweißhund beschrieben.
Die ersten gänzlich der Jagd gewidmeten Werke waren die Jagdbücher. Das Livre du Roi Modus (14. Jahrhundert) von Henri de Ferrières gilt als ältestes Jagdlehrbuch in französischer Sprache. Darauf basierend berichtet Gaston Phoebus in Le livre de chasse (1387) über die Haltung und Abrichtung der verschiedenen Jagdhundtypen sowie die gängigen Jagdmethoden im Kontinentaleuropa des 14. Jahrhunderts. Der Wildmeister, das englische Pendant, wurde Anfang des 15. Jahrhunderts von Edward of Norwich, 2. Duke of York, verfasst.

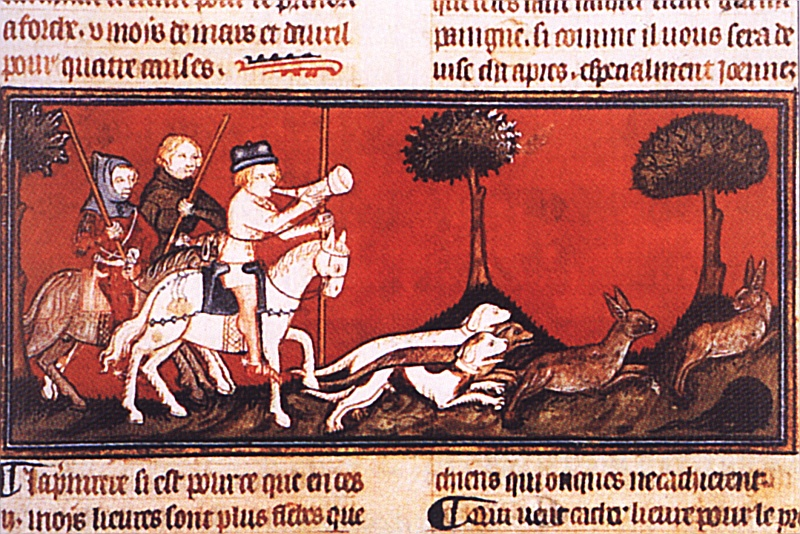
Henri de Ferrieres, Livre du Roi Modus, Parforce-Jagd auf Hasen (14. Jahrhundert)

Im Book of St. Albans (1486) ist das für Adlige standesgemäßes Wissen über Heraldik, Jagd und Fischfang zusammengefasst. Das Hausvaterbuch (1583) des Petrus de Crescentiis beschäftigt sich ausführlich mit Hunden, ihrer Haltung und Versorgung. In Conrad Gessners Thierbuch (1563) sind verschiedene Einsatzgebiete von Jagdhunden beschrieben.
Johann Jacob Agricola widmet sich in Der fürsichtige Weidmann (1678) u. a. der Ausbildung der Jagdhunde. Johann Täntzer verfasst zwischen 1682 und 1689 sein umfangreiches Jagdhandbuch Der Dianen hohe und niedere Jagdgeheimnüß, darinnen die gantze Jagt-Wissenschaft ausführlich zu befinden in drei Teilbänden; im dritten Teil beschreibt er die Jagdhunde. Johann Elias Ridinger ergänzt seine Jagdhund-Abbildungen in Entwurf einiger Thiere (1738) mit schriftlichen Erläuterungen. Ab dem 18. Jahrhundert nimmt die Zahl von Werken über die Jagd mit Hunden ebenso zu wie Abhandlungen über deren Haltung, Pflege, Ausbildung und Zucht. Als berühmtestes Beispiel seiner Zeit liefert Hans Friedrich von Flemings Der vollkommene teutsche Jäger (1749) eine umfassende Beschreibung zeitgemäßen Waidwerks und der „Wildbodenhunde“ inklusive Zucht, Ausbildung und Verwendung. Heute existiert ein breites Spektrum an Fachbüchern zu den unterschiedlichsten jagdkynologischen Themen.

#### Belletristik

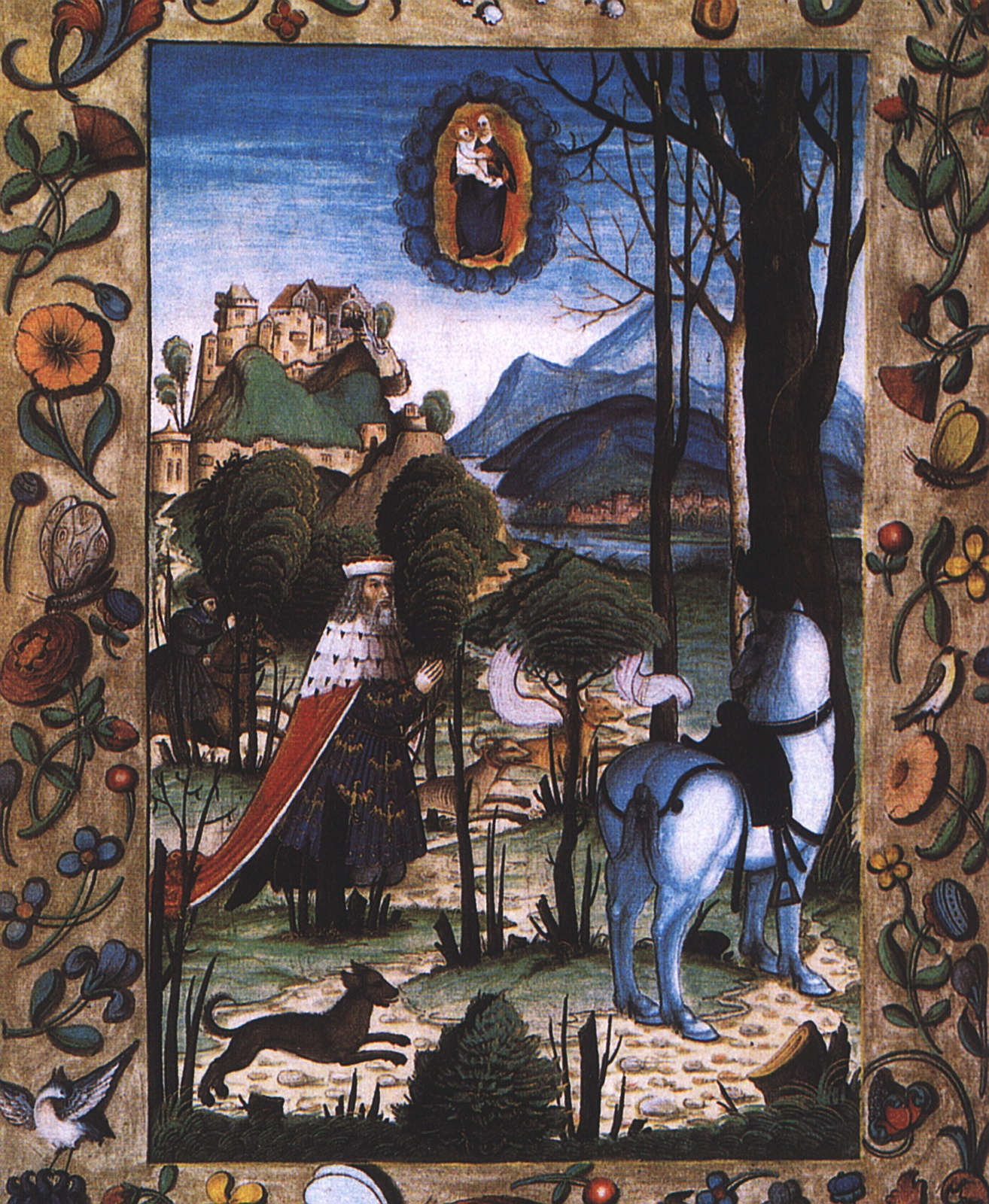
Gründungslegende von Klosterneuburg, Miniatur aus dem Urbar (1513)

Bereits in mittelalterlichen Werken des 12./13. Jahrhunderts wie Gottfrieds von Straßburg Tristan (Mitte 12. Jahrhundert), Wolframs von Eschenbach Versepos Titurel und dem Nibelungenlied wurden Jagdhunde erwähnt. Die Gründungslegende des österreichischen Klosterneuburgs erzählt von den Jagdhunden des Markgrafen Leopolds III., die dort einen kostbaren, verloren geglaubten Schleier seiner Gattin wiedergefunden haben sollen. Jagdhunde kommen darüber hinaus in vielen Reisebeschreibungen, Jagd- und Heimaterzählungen der letzten Jahrhunderte vor. Zahlreiche Gedichte und Merkverse beschäftigen sich mit dem Jagdhund. So schrieb der Dichter Philipp Ludwig von Bunsen im 19. Jahrhundert:
Suchend streift er durch die Flur,

nichts entgeht der feinen Nase,

selbst die allerkleinste Spur

wittert er im hohen Grase.

Wie gewandt, wie klug und fein

weiß er alles auszuspähen;

seiner Arbeit zuzusehen,

ist schon Götterlust allein.
Eine bekannte Erzählung ist Krambambuli von Marie von Ebner-Eschenbach aus dem Jahr 1883, die auch mehrfach verfilmt wurde.
Auch in die Kinder- und Jugendliteratur fanden die Jagdhunde Eingang: Selma Lagerlöfs 1906/07 erschienener Nils Holgersson berichtet von den treuen Jagdhunden Kar und Caesar. Von Alexander Schmook stammt der Roman Ratz, der Hund (Ich heiße Ratz).

### Volksmund
Zahlreiche Redensarten und Sprichwörter sind rund um den Jagdhund entstanden.
- Den Hund zum Jagen tragen müssen
- Vor die Hunde gehen
- Mit allen Hunden gehetzt sein
- Dürr wie ein Jagdhund
- Fressen wie ein junger Jagdhund
- So geschickt, wie eine Kuh zum Jagdhund
- Nicht ganz hasenrein sein
- Aufpassen wie ein Schießhund
- Am Jagdtag wird kein Jagdhund mit Steinen beworfen
- Viele Hunde sind des Hasen Tod

### Bildende Kunst

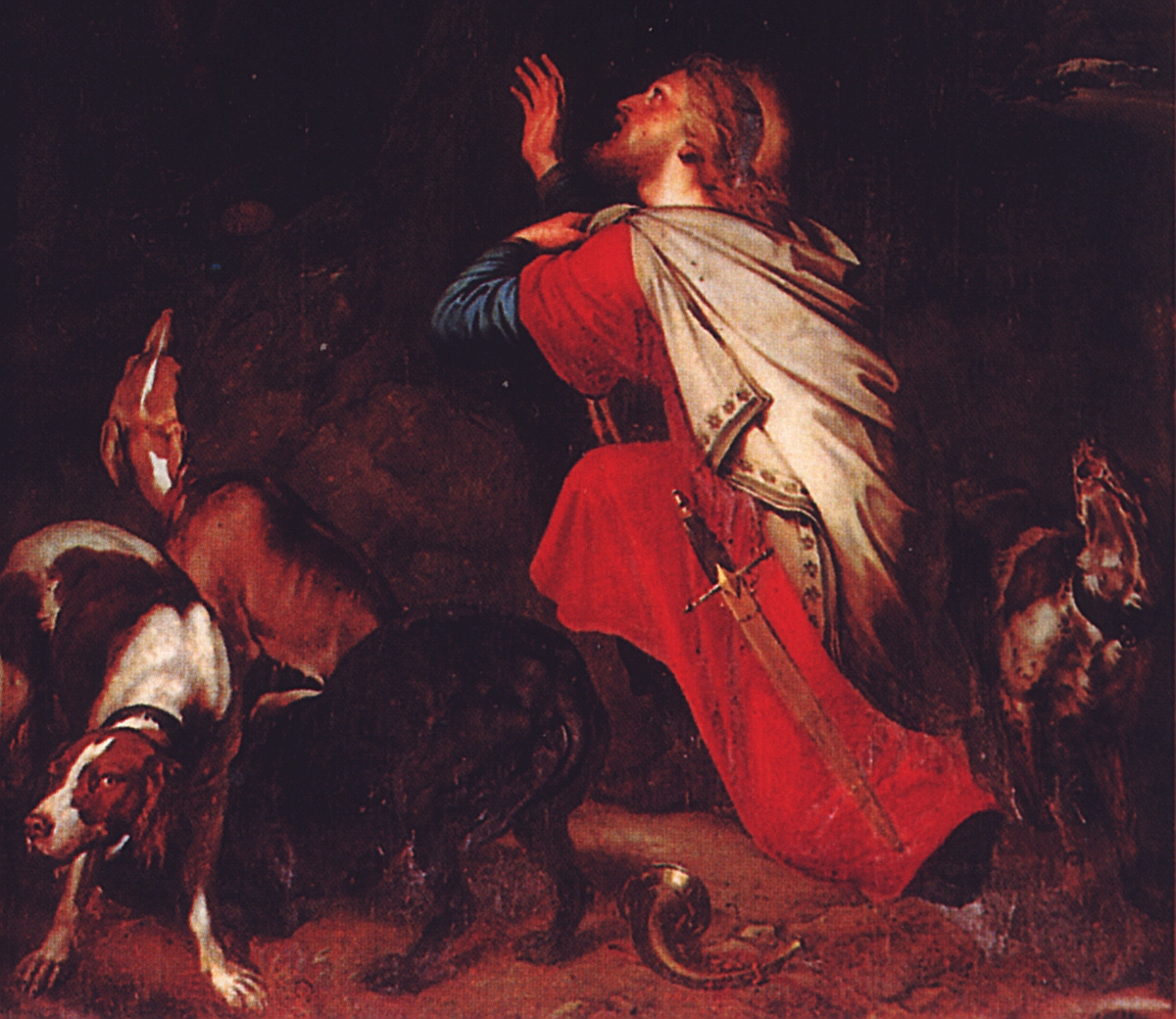
Der heilige Hubertus mit seinen Jagdhunden

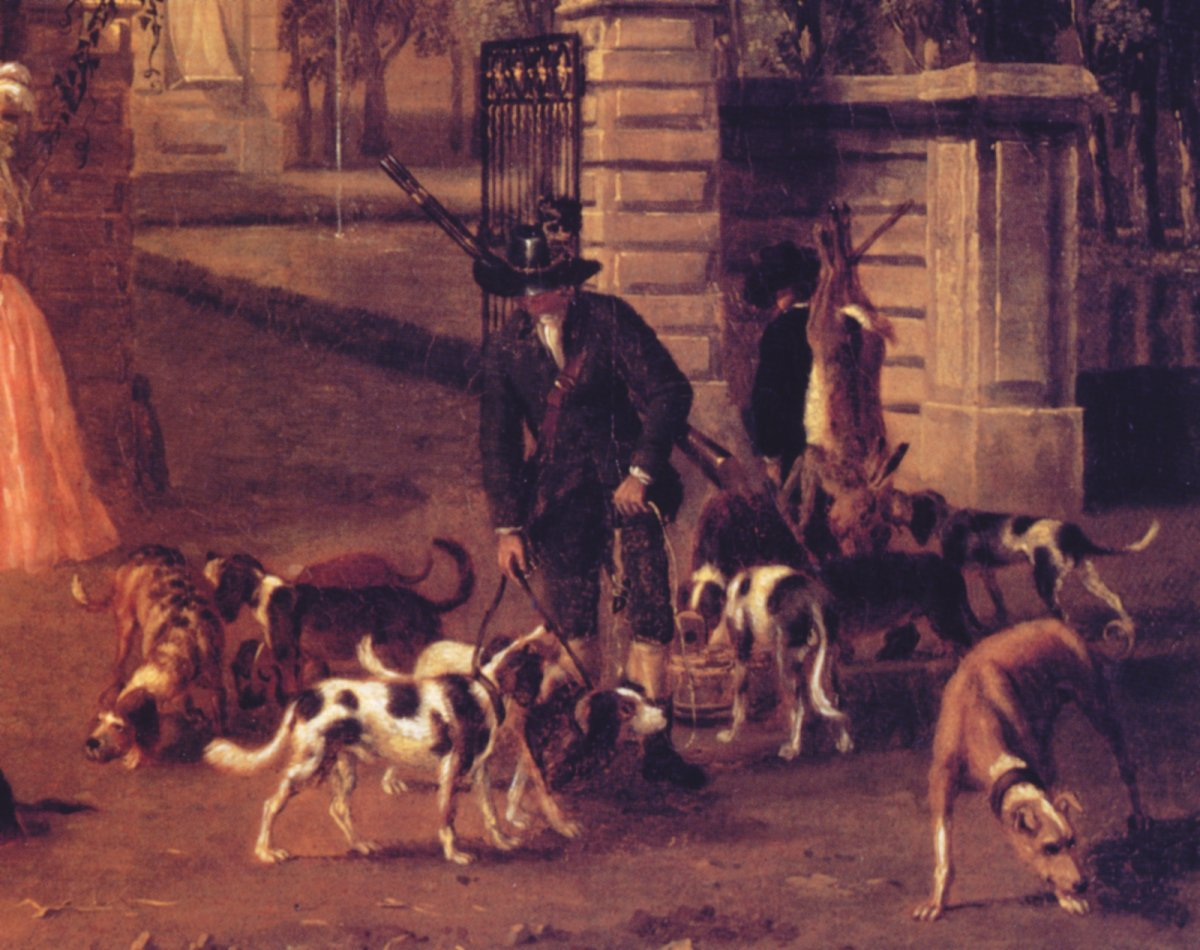
Johann Jakob Biedermann, Ausschnitt aus dem Ölgemälde Neues Schloss Worb mit Jagdgesellschaft (1789)

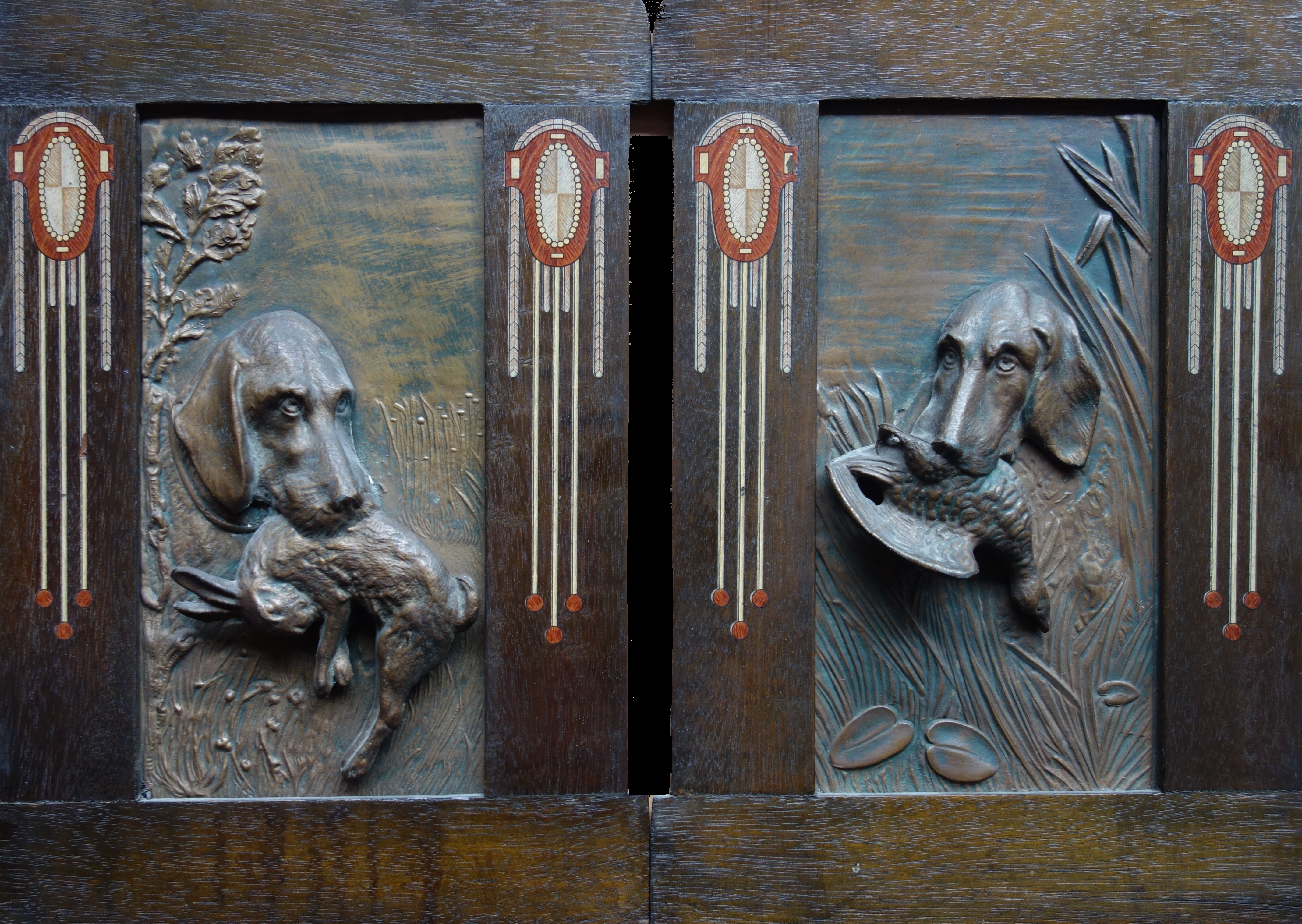
Zwei in Holz gerahmte Wandreliefs mit Jagdhundmotiven und Jugendstil-Intarsien (um 1900)

Auf neolithischen Felszeichnungen und Höhlenmalereien in Spanien und Schweden erscheinen erstmals Hunde in Jagdszenen. Die Darstellung der „Jagdhunde“ erfolgt dabei noch stilisiert. In den alten Hochkulturen tauchen gehäuft Abbildungen von Hunden als Jagdbegleiter der herrschenden Schicht auf. Meist liegen sie in Form von Wand- und Monumentreliefs vor, z. B. am Palast des assyrischen Herrschers Assurbanipals (668–631 v. Chr.) in Ninive. Unterschiede im Aussehen der Tiere sind bereits erkennbar: eine der ältesten ägyptischen Abbildungen, datiert auf 4000 v. Chr., zeigt einen Jäger mit Pfeil und Bogen, der vier windhundartige Hunde an der Leine führt. Jagdhunde wurden auch als Motiv auf Münzen und Siegeln sowie als Verzierung von Tonwaren und Waffen verwendet.
Als steter Begleiter der Jäger in der Antike ist das Motiv des Jagdhunds in dieser Zeit in allen Lebensbereichen zu finden. Entsprechende Darstellungen existieren auf Bodenmosaiken, Wand- und Grabmalereien sowie auf Jagdsarkophagen. Umfangreiche Jagdfriese mit Hunden wurden in einem etruskischen Grab („Tomba del Cacciatore“) in Tarquinia gefunden. Auch auf Skulpturen und Reliefs sind häufig Jagdhunde abgebildet. Keramik- und Glaswaren dienen ebenso als Hintergrund wie Edelmetallgegenstände. In stilisierter Form taucht der Jagdhund auch als keltisches Schmuckornament auf.
Untrennbar mit der herrschenden Klasse verbunden, diente der Jagdhund im Mittelalter als Attribut der adeligen Lebensart. Außer in typischen Jagdszenen wie der Beiz- und Parforce-Jagd taucht er häufig als alltäglicher Begleiter des Adels auf. Entsprechende Darstellungen finden sich auf Gobelins und in den reich mittelalterlichen geschmückten Handschriften (Manessische Liederhandschrift, Monatsbilder) ebenso wie in der Heraldik. Eine Rarität stellt der Jagdhund auf einer Spielkarte des Stuttgarter Jagdspiels (um 1430) dar. Aus dem späten Mittelalter sind durch die Jagdliteratur zahlreiche Abbildungen von Jagdhunden bei der Arbeit erhalten. Zusammen mit dem Heiligen Hubertus dargestellt, gelangt der Jagdhund auch auf Kirchenfenster und Altarbilder.
In der Neuzeit erscheint der Jagdhund unter anderem auf Jagdgemälden und zeitgenössischen Darstellungen der europäischen Herrscherhöfe. Auf Kupferstichen bzw. Buchillustrationen (z. B. Johann Elias Riedinger, Entwurf einiger Thiere, 1738) treten die unterschiedlichen Jagdhundtypen jetzt deutlich hervor. Das 18. und 19. Jahrhundert bildet uns den Jagdhund darüber hinaus in zahlreichen kynologischen Werken sowie in Jagd- und Reiseberichten ab. Jagdhundmotive tauchen nun auch vermehrt als Verzierung von Gebrauchsgegenständen und Möbelstücken (vor allem in Jagdresidenzen) sowie als Zierrat auf.
Im 20. Jahrhundert sind Abbildungen von Jagdhunden überall im Alltag und in jeder Stilrichtung anzutreffen. Vor allem in Jägerkreisen stellt der Jagdhund nach wie vor ein beliebtes Motiv auf jagdlichen Accessoires dar.

### Heraldik und Sphragistik
Im Zusammenhang mit dem historisch verankerten Jagdprivileg des Adels ist auch die Bedeutung des Jagdhundes in der Heraldik zu sehen. Während der Hund traditionell als Symbol für Treue, Wachsamkeit und Zielstrebigkeit gilt, repräsentiert der Jagdhund üblicherweise das Recht der hohen Jagd oder kennzeichnet das Amt des Erblandesjägermeisters. So stellt beispielsweise das Gerichtssiegel der Stadt Eisighofen aus dem Jahr 1782 einen Reiter auf der Beizjagd in Begleitung eines Jagdhundes dar.

#### Bracken
Die am häufigsten dargestellte Hunderasse in der Wappenkunde ist die Bracke (heraldisch: der Bracke). Sie gilt auch als Symbol für den besiegten Unglauben. Daher weisen viele Adelsfamilien im Wappen einen Bracken als Helmzier auf. Die Bracke als Wappenfigur geht auf den alten Typ, die Keltenbracke, zurück. Die brackentypischen Attribute – lange, tief angesetzte Ohren sowie schmaler Schädel mit deutlich abgezeichnetem Hinterhauptsbein – werden dabei stets betont.

Wappen von Hohenmölsen
Wappen von Urbach (Rems)
Wappen von Brackenheim (neu)

Der Bracke wird meist wachsend, schwarz, mit herausgestreckter Zunge und breitem Halsband mit Ringschlaufe dargestellt. Abweichungen von diesem Standard sind jedoch häufig und spiegeln wechselnde Stilrichtungen wider. So variiert das Wappen der Stadt Brackenheim je nach Epoche: der Bracken zeigt sich mit unterschiedlichen „Halsungen“ (Halsband, Leitring, Leitseil oder Kette), die Körperhaltung variiert von stehend, suchend, springend bis schreitend mit erhobenem oder gesenktem Kopf. Das derzeitige Wappen existiert in dieser Form seit 1953. Die selbstbewusste Körperhaltung des großen, ausdrucksstarken Tieres soll dabei die steigende Bedeutung der Stadt versinnbildlichen.
Berühmte hochadelige Familien, die einen „wachsenden“ Bracken als Helmzier im Wappen führten, sind die Hohenzollern, die Fürsten von Öttingen, die Grafen von Nesselrode, die Grafen von Fürstenberg, die Reuss von Plauen, die von Heussenstein, von Sax und von Schönberg.
Einen Bracken als Kleinod im Wappen führten um 1600 viele österreichische, Tiroler und Kärntner Geschlechter. Besonders für eine Vielzahl bayrischer, fränkischer, schwäbischer und rheinländischer Adelsfamilien ist der Bracken als Bestandteil des Wappens überliefert.

#### Windhunde
Auch Windhunde wurden bevorzugt auf Wappen abgebildet. Ihre Körperhaltung ist meist steigend, aufgerichtet oder springend, um den Hals tragen sie ein Halsband mit Ringschlaufe. In Deutschland kommt der Windhund als Wappentier in den Städten Meckenbeuren, Ichenhausen und Burgwindheim vor.

Wappen von Meckenbeuren
Wappen von Ichenhausen
Wappen von Burgwindheim

Zu den Abzeichen des frisch gekrönten Königs Heinrichs VII. gehörte u. a. ein weißer Windhund, der als Erkennungstier der Grafen von Richmond weithin bekannt wurde. Davon abgeleitet entstand als Wappen des 13. Grafen von Oxford (John de Vere), eines Vasallen des Königshauses Lancaster, der sogenannte „Caleygreyhound“, eine politisch motivierte Chimäre aus weißer Antilope, Windhund und Adler.

## Filme
- Jagdkumpane – Wie der Hund auf den Menschen kam, Komplett-Media (Januar 2015), ISBN 978-3-8312-8154-1, © ORF, 2013. Eine Koproduktion von ORF, ARTE, WEGA Film und BMUKK.